# McDonnell Douglas F-4 Phantom II
McDonnell Douglas F-4 Phantom II – dwumiejscowy, naddźwiękowy samolot myśliwsko-bombowy dalekiego zasięgu zdolny do działania w każdych warunkach pogodowych. Został opracowany na zamówienie Marynarki Wojennej Stanów Zjednoczonych przez wytwórnię McDonnell Aircraft Corporation. Phantomy były wykorzystywane przez amerykańskie siły zbrojne od 1960 do 1996 roku służąc jako podstawowy myśliwiec przewagi powietrznej i główny samolot myśliwsko-bombowy USAF, US Navy i US Marine Corps podczas wojny wietnamskiej. W 2001 roku nadal pozostawało w służbie 11 państw ponad 1000 maszyn tego typu, w 2016 roku był wykorzystywany przez pięć państw.

## Charakterystyka
F-4 Phantom II został zaprojektowany jako myśliwiec obrony floty dla amerykańskiej marynarki wojennej i wprowadzony do służby w 1960 roku. W 1963 w jego posiadanie weszły również Siły Powietrzne Stanów Zjednoczonych (USAF), które zaadaptowały go do roli samolotu myśliwsko-bombowego. Do zakończenia produkcji w 1981 roku wytwórnię opuściło 5195 maszyn, co uczyniło z Phantoma najliczniej budowany amerykański naddźwiękowy samolot wojskowy. Do momentu wdrożenia kolejnej maszyny wytwórni McDonnell Douglas myśliwca F-15 Eagle dzierżył on również rekord najdłużej wytwarzanego samolotu myśliwskiego, pozostając w produkcji przez 24 lata. Innowacyjnymi rozwiązaniami zastosowanymi po raz pierwszy w samolotach wojskowych był impulsowy radar dopplerowski i szerokie wykorzystanie tytanu do budowy kadłuba.
Mimo pokaźnych rozmiarów i dużej maksymalnej masy startowej, wynoszącej 27 000 kg, F-4 Phantom II mógł osiągać prędkość maksymalną 2,23 Ma oraz prędkość wznoszenia 210 m/s. Krótko po ich wprowadzeniu do służby, na samolotach F-4 Phantom II ustanowiono 16 rekordów świata włącznie z rekordem prędkości wynoszącym 2585,086 km/h i rekordem pułapu wynoszącym 30 040 m. Pięć z ustanowionych w latach 1959–1962 rekordów prędkości zostało niepobitych aż do 1975.
F-4 Phantom II mógł przenosić na dziewięciu węzłach uzbrojenia pod kadłubem i skrzydłami do 8480 kg uzbrojenia w postaci kierowanych i niekierowanych pocisków rakietowych do niszczenia celów powietrznych i naziemnych, oraz broni jądrowej. Po wprowadzeniu do służby przeznaczonego do walk na krótkich dystansach myśliwca Chance-Vought F-8 Crusader, którego podstawowym uzbrojeniem były działka 20 mm Colt Mk 12, zdecydowano, że zgodnie z ówczesną tendencją F-4 Phantom II jako myśliwiec przechwytujący będzie uzbrojony jedynie w pociski rakietowe i pozbawiony uzbrojenia strzeleckiego. Podczas walk nad Północnym Wietnamem Phantomy dowiodły swej wartości i wkrótce przyjęto je na uzbrojenia USAF jako myśliwce przewagi powietrznej. Duża powierzchnia skrzydeł maszyny oraz mocne silniki pozwalały na uzyskanie osiągów porównywalnych do znacznie mniejszych i zwrotniejszych myśliwców MiG, ale największą przewagę zapewniała asysta oficera pokładowego odpowiedzialnego za wykrywanie i namierzanie maszyn wroga zarówno przy pomocy radaru, jak i wzrokowo.
Ze względu na wykorzystanie przez siły powietrzne wielu krajów i bardzo charakterystyczną sylwetkę F-4 Phantom stał się jedną z najbardziej rozpoznawalnych maszyn zimnej wojny. Wykorzystywane podczas wojny w Wietnamie i konfliktu izraelsko-palestyńskiego Phantomy odniosły 393 zwycięstwa powietrzne i wypełniły bardzo wiele zadań przeciwko celom naziemnym. F-4 Phantom był ostatnim amerykańskim myśliwcem, na którym osiągnięto status asa myśliwskiego w XX wieku. Podczas wojny wietnamskiej USAF i US Navy posiadały po jednej załodze, która mogła się poszczycić zestrzeleniem 5 lub więcej wrogich maszyn podczas walki powietrznej. Maszyny te były także zdolne do wykonywania zadań rozpoznania taktycznego i misji Wild Weasel SEAD (Suppression of Enemy Air Defences – tłumienia obrony powietrznej wroga), które wypełniały ostatni raz w 1991 roku podczas operacji Pustynna Burza.
F-4 Phantom II był także jedynym samolotem wykorzystywanym od 1969 roku przez oba amerykańskie wojskowe zespoły akrobacyjne. Zespół Sił Powietrznych Stanów Zjednoczonych Thunderbirds latał przez pięć sezonów na maszynach wersji F-4E, a Blue Angels Marynarki Wojennej o jeden sezon dłużej na wersji F-4J.
Wypróbowane na Phantomie podstawowe założenia myśliwców dalekiego zasięgu, zdolnych latać z prędkościami Ma > 2 i przenosić duży ładunek bomb, doprowadziły do powstania kolejnej generacji lekkich i średnich myśliwców zoptymalizowanych do działań w czasie dnia. W siłach powietrznych zostały one zastąpione przez myśliwce F-15 Eagle i F-16 Fighting Falcon, a w marynarce przez F-14 Tomcat i F/A-18 Hornet. W roli średniego bombowca Phantom został zastąpiony przez maszyny General Dynamics F-111.

## Historia rozwoju
Początki projektu samolotu McDonnell F-4 sięgają złożonego w 1953 zapotrzebowania marynarki wojennej na modernizację myśliwca pokładowego McDonnell F3H Demon. Chociaż kontrakt na nowy myśliwiec wygrała wytwórnia Vought z F-8 Crusaderem, projekt Super Demon (jak roboczo ochrzczono nowy myśliwiec McDonnella) nadal był rozwijany jako samolot szturmowy oznaczony symbolem AH, który w 1955 zmieniono na F4H. Pierwsza maszyna F4H opuściła wytwórnię w 1958, a ostatnia w 1981. Odpowiedzialnym za wstępny projekt, a ostatecznie głównym menadżerem do spraw rozwoju i sprzedaży maszyny został Dave Lewis.

### Super Demon
W 1953 wytwórnia McDonnell Aircraft Corporation rozpoczęła prace nad unowocześnieniem swojego myśliwca pokładowego F3H Demon, szukając możliwości poprawienia jego osiągów. Zbudowano kilka prototypów, w tym F3H-E napędzany silnikiem Wright J67, F3H-G z dwoma silnikami Wright J65 i F3H-H z dwoma silnikami General Electric J79, na którym osiągnięto bardzo obiecującą prędkość maksymalną na poziomie Ma = 1,97. 19 września 1953 McDonnell zaproponował dowództwu amerykańskiej marynarki wojennej nowy samolot, oznaczony „Super Demon”. Była to maszyna o unikatowej, modułowej budowie, umożliwiającej wyposażenie jej w przednią część kadłuba z jedno- lub dwumiejscową kabiną, w zależności od typu wykonywanych misji, z różnymi osłonami części dziobowej zdolnymi pomieścić radar, kamery fotograficzne, dwa działka kalibru 20 mm lub 56 niekierowanych pocisków rakietowych FFAR. Poza tym była zdolna do przenoszenia uzbrojenia podwieszanego na dziewięciu węzłach pod kadłubem i skrzydłami. US Navy zainteresowała się samolotem na tyle, że zamówiła jego pełnowymiarową makietę w wersji F3H-G/H, ale z przeświadczeniem, że zamówione już maszyny Grumman XF9F-9 i Vought XF8U-1 w zupełności zaspokoją zapotrzebowanie na naddźwiękowy myśliwiec.
Przy takim postawieniu sprawy wytwórnia McDonnell zdecydowała się zmienić projekt samolotu na myśliwsko-bombowy zdolny do działania w każdych warunkach pogodowych i wyposażony w 11 węzłów podwieszeń uzbrojenia. 18 października 1954 wytwórnia otrzymała list intencyjny z zamówieniem na dwie maszyny prototypowe oznaczone jako YAH-1. 26 maja 1955 przedstawiono wymagania dla nowego samolotu. Ze względu na to, że na wyposażeniu US Navy znajdowały się maszyny szturmowe A-4 Skyhawk i myśliwskie F-8 Crusader, od nowego samolotu wymagano pełnienia zadań myśliwca przechwytującego zdolnego do działań w każdych warunkach atmosferycznych, a wyposażenie go w stację radiolokacyjną dużej mocy pociągnęło za sobą konieczność zwiększenia załogi o jej operatora.

### Początki Phantoma
W 1952 roku, przed przetargiem na nową maszynę dla marynarki wojennej, projektanci i zarząd wytwórni McDonnell doszli do wniosku, że kolejnym zamówionym przez US Navy będzie samolot należący do całkiem nowej klasy maszyn myśliwsko-szturmowych. Ówcześnie Marynarka Wojenna Stanów Zjednoczonych posiadała dwa odmienne typy samolotów przeznaczone do wykonywania tylko zadań szturmowych lub myśliwskich, które posiadały różne systemy uzbrojenia. Początkowo „niechciany” samolot myśliwsko-szturmowy wytwórni McDonnel został przedstawiony dowództwu marynarki. Maszyna ta była napędzana dwoma silnikami i uzbrojona w nową odmianę pocisków rakietowych AAM-N-6 Sparrow III, które zainstalowano we wnękach pod kadłubem w taki sposób, że były częściowo schowane. Uzbrojenie do atakowania celów naziemnych mogło być instalowane na węzłach podskrzydłowych i podkadłubowych za wnękami na pociski Sparrow, ale nie przewidziano instalowania w kadłubie żadnego uzbrojenia strzeleckiego. Przez dwa lata trwały prace w biurze do spraw aeronautyki i wydziale do spraw uzbrojenia lotniczego marynarki, ale ostatecznie F-4 Phantom został zaakceptowany w prawie identycznej postaci jak zaproponowana przez McDonnella.

### Prototyp XF4H-1
Pierwsza maszyna prototypowa oznaczona jako XF4H-1 została zaprojektowana do przenoszenia czterech częściowo ukrytych w kadłubie naprowadzanych radarowo pocisków AAM-N-6 Sparrow III i napędzana dwoma silnikami General Electric J79-GE-8. Tak samo jak we wcześniejszym projekcie McDonnella F-101 Voodoo, jednostki napędowe zainstalowano w dolnej części kadłuba, aby maksymalnie wykorzystać przestrzeń w jego wnętrzu do pomieszczenia zbiorników paliwa. Na krawędziach spływu wewnętrznej części skrzydeł o skosie 45° zastosowano klapy strumieniowe poprawiające sterowność przy małych prędkościach.
W celu uniknięcia konieczności zmian projektowych wykonanej z tytanu środkowej części kadłuba zastosowano płaty z końcówkami o wzniosie 12°, tak że średni wznios skrzydeł uzyskany poprzez ten zabieg wyniósł 5°. Obrys płatów samolotu posiadał charakterystyczny „psi ząb”, którego celem było poprawienie sterowności przy dużych kątach natarcia, a w tym samym celu na ogonie zainstalowano usterzenie płytowe o wzniosie ujemnym o 23°. Zastosowano dwa wloty powietrza do silników, wyposażone w ruchome płyty pozwalające regulować przepływ powietrza przy prędkościach naddźwiękowych. Zainstalowano je w odległości około 5 cm od kadłuba w celu uniknięcia turbulencji od przykadłubowej warstwy przyściennej. Ustawienie kąta płyt było regulowane automatycznie siłownikami hydraulicznymi w zależności od prędkości maszyny i powodowało spadek oporu aerodynamicznego na wlotach. Możliwość działania w każdych warunkach pogodowych umożliwiała stacja radiolokacyjna AN/APQ-50. Podwozie maszyny dostosowano do lądowania na lotniskowcach w taki sposób, aby wytrzymywało uderzenie o pokład z prędkością 7 m/s, a goleń podwozia dziobowego wydłużono o 20 cm w celu zwiększenia kąta natarcia przy starcie. Każdy z Phantomów posiadał fabrycznie zainstalowany hydrauliczny mechanizm składania skrzydeł, nawet jeśli nigdy nie pełnił służby na lotniskowcu, choć w niektórych odmianach mechanizm ten był usuwany ze względu na jego dużą masę.

### Nazwa samolotu

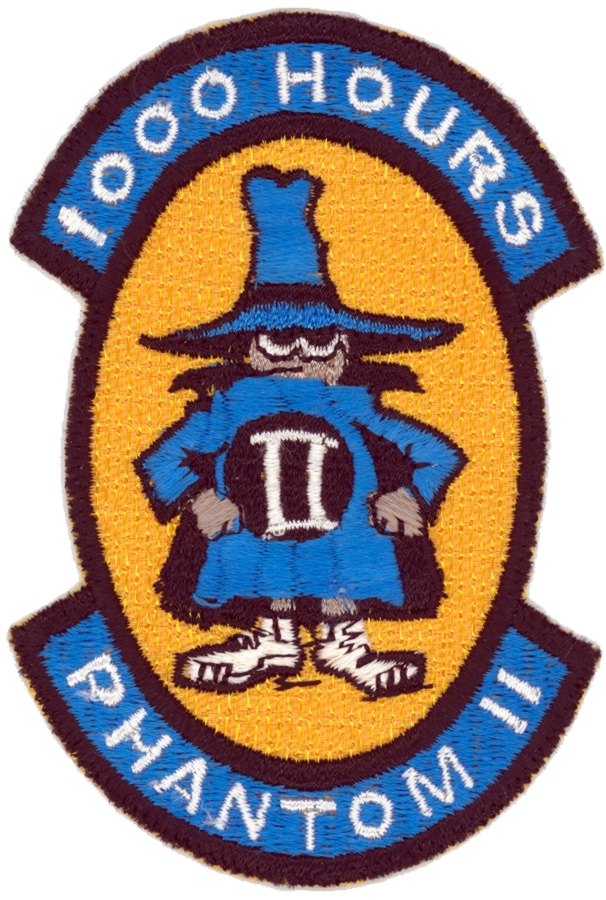
The Spook. Naszywka „1000 godzin na Phantomach”

Początkowo planowano nazwać samolot mianem Satan lub Mithras, ale ze względu na naciski rządu postanowiono dać mu mniej kontrowersyjna nazwę. 3 lipca 1959 roku wytwórnia McDonnell obchodziła jubileusz 20-lecia działalności i w tym dniu postanowiono nadać nowej maszynie F4H-1 oficjalną nazwę Phantom II. Pierwszy myśliwiec odrzutowy FH-1 Phantom również pochodził z wytwórni McDonnell i na jego cześć nowa maszyna dostała takie samo miano. Ze względu na małą liczbę wyprodukowanych egzemplarzy samolotu FH-1 i jego krótka służbę jego nazwa została niejako zapomniana, dlatego Phantom II częściej jest nazywany po prostu Phantomem.
Równie słynny jak sam samolot jest jego emblemat przedstawiający ducha, nazywanego The Spook. Twórcą postaci jest Anthony „Tony” Wong – grafik zatrudniony w wytwórni McDonnell Douglas, który zaprojektował symbol jako naszywkę na rękaw kombinezonów latających na Phantomach pilotów. Nazwa „Spook” została nadana przez pilotów jednej z jednostek stacjonujących w bazie lotniczej MacDill na Florydzie, 12. Taktycznego Skrzydła Myśliwskiego lub 4453. Skrzydła Szkolenia Załóg Bojowych. Emblemat duszka stał się wszechobecny, pojawiając się na przedmiotach powiązanych z samolotami F-4 Phantom. Niejednokrotnie postać ulegała modyfikacjom stroju, dostosowując się do lokalnej tradycji krajów wykorzystujących myśliwiec, np. brytyjski „Spook” był ubrany w melonik i palił fajkę.

### Testy w locie
25 lipca 1955 US Navy zamówiła dwie maszyny prototypowe oznaczone jako XF4H-1 i pięć maszyn serii informacyjnej YF4H-1. Pierwszy lot odbył się 27 maja 1958, ujawniając drobne problemy z układami hydraulicznymi, ale zarówno sam lot, jak i lądowanie przebiegły pomyślnie. W wyniku pierwszych testów przekonstruowano płyty sterujące wlotami powietrza do silników, umieszczając w każdej z nich po 12 500 otworów. Ze względu na duże obciążenie pilota pracą, Marynarka Wojenna Stanów Zjednoczonych zdecydowała się na wybór dwumiejscowej wersji samolotu F4H Phantom, który 17 grudnia 1958 wygrał konkurencję z maszyną Vought XF8U-3 Crusader III. Ze względu na opóźnienia w dostawach silników J79-GE-8 pierwsze maszyny produkcyjne wyposażono w jednostki napędowe J79-GE-2 i -2A o ciągu z dopalaniem wynoszącym 71,8 kN. W 1959 rozpoczęto testowanie Phantomów na pokładach lotniskowców, wykonując 15 lutego 1960 pierwszy udany start i lądowanie na pokładzie USS „Independence”.

### Produkcja seryjna

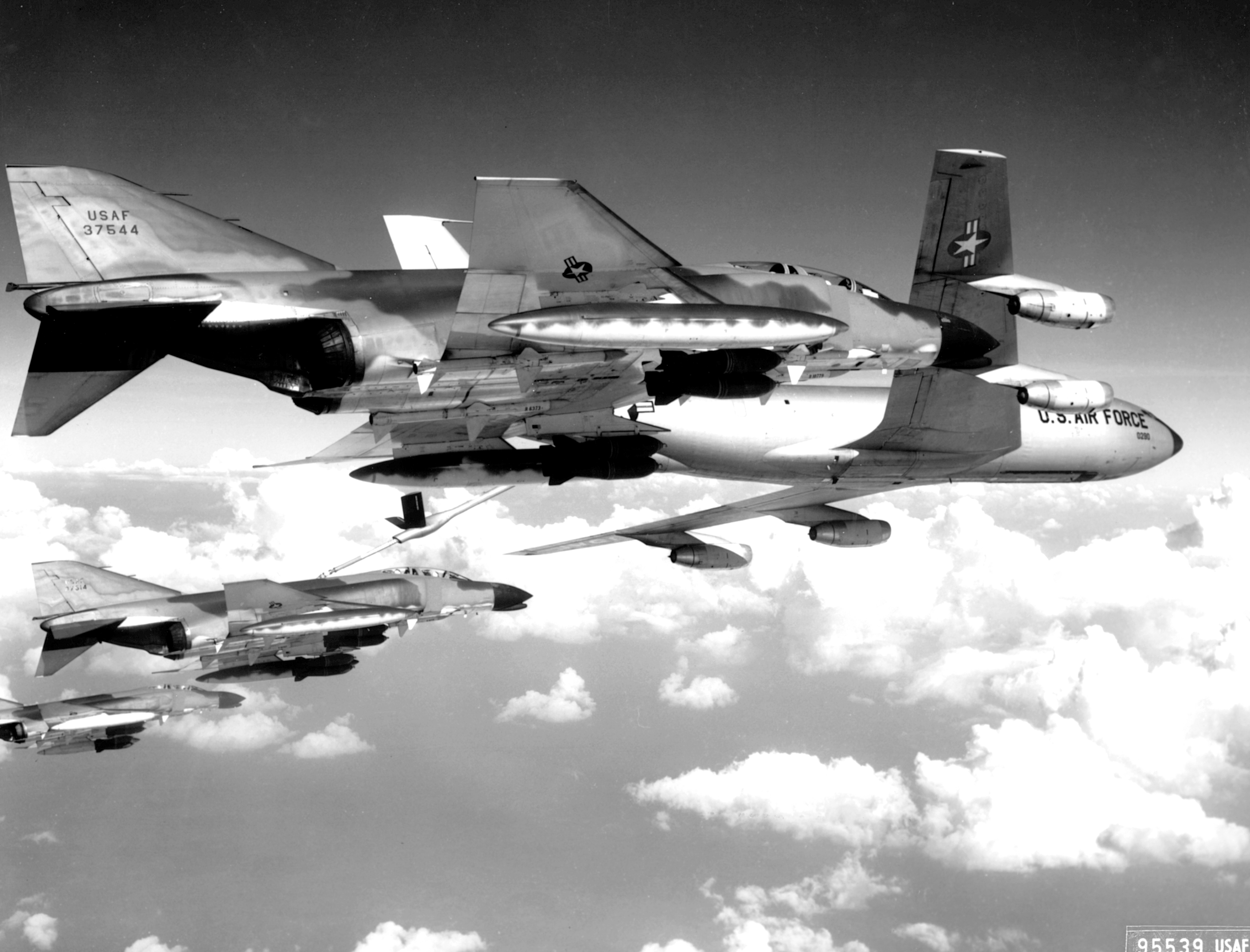
Tankowanie w locie myśliwców F-4C Phantom przez samolot cysternę KC-135 tuż przed atakiem na cele w Północnym Wietnamie. Na węzłach podwieszeń Phantomów znajdują się bomby burzące Mark 117 wagomiaru 750 funtów, pociski rakietowe AIM-7 Sparrow i dodatkowe zbiorniki paliwa.

Na początku produkcji seryjnej postanowiono zainstalować inny większy i nowocześniejszy radar AN/APQ-72, który wymusił zwiększenie rozmiarów części dziobowej kadłuba. Powiększono również tylną kabinę operatora systemów elektronicznych dla zwiększenia wygody pracy. W ciągu całej służby Phantomy przeszły wiele modyfikacji i unowocześnień skutkujących powstaniem wielu odmian wyszczególnionych poniżej w sekcji wersje i odmiany.
Siły Powietrzne Stanów Zjednoczonych zostały wyposażone w Phantomy na skutek decyzji sekretarza obrony USA Roberta McNamary, który podjął próbę wprowadzenia wspólnego myśliwca dla wszystkich rodzajów amerykańskich sił zbrojnych. Po wygranym przez F-4B swego rodzaju wyścigu z myśliwcem przechwytującym Convair F-106 Delta Dart (operacja Highspeed) siły powietrzne wypożyczyły w styczniu 1962 roku od marynarki wojennej dwa Phantomy, tymczasowo nazwane jako F-110A Spectre, które miały posłużyć do opracowania spełniającej odmienne wymagania własnej wersji. W przeciwieństwie do US Navy wykorzystującej Phantomy jako myśliwce przechwytujące, w wersji dla sił powietrznych położono nacisk głównie na zdolność do pełnienia zadań myśliwsko-bombowych. Zgodnie z unifikacją oznaczeń samolotów, zainicjowaną w 18 września 1962 przez McNamarę, Phantom został oficjalnie oznaczony symbolem F-4. Wersja dla US Navy została oznaczona jako F-4B, a dla USAF jako F-4C. Pierwszy Phantom F-4C dla sił powietrznych został oblatany 27 maja 1963 roku już podczas pierwszego lotu, przekraczając prędkość Ma = 2.
Ostatni F-4 Phantom II został zbudowany w Stanach Zjednoczonych w 1979 roku. Łącznie wyprodukowano 5195 maszyn, z czego 5057 w przez McDonnell Douglas i 138 w japońskiej wytwórni Mitsubishi, co czyni go drugim po North American F-86 Sabre najliczniej wykorzystywanym amerykańskim samolotem bojowym o napędzie odrzutowym. Z powyższej liczby 2874 maszyny weszły na uzbrojenie USAF, 1264 marynarki wojennej i korpusu piechoty morskiej, a reszta trafiła do odbiorców zagranicznych. Ostatni wyprodukowany w Stanach Zjednoczonych F-4 Phantom trafił do Turcji, podczas gdy ostatnim Phantomem wyprodukowanym w ogóle był F-4EJ, zbudowany w 1981 przez Mitsubishi Heavy Industries w Japonii. W 2001 około 1100 Phantomów wciąż pozostawało w służbie na całym świecie, włącznie z amerykańskimi zdalnie sterowanymi celami powietrznymi QF-4.

### Rekordy ustanowione na Phantomach
W celu zaprezentowania swojego nowego myśliwca już w fazie rozwojowej Phantoma, US Navy podjęła serię lotów, których celem było bicie rekordów.
- Operacja Top Flight – 6 grudnia 1959 druga maszyna prototypowa XF4H-1 podjęła próbę wzbicia się na maksymalny pułap, osiągając 30 040 m. Poprzedni rekord wynosił 28 852 m i został ustanowiony przez radziecki doświadczalny T-43-1. Pilotowany przez komandora porucznika Lawrence’a E. Flinta Jr. Phantom został rozpędzony do prędkości Ma = 2,5 w locie poziomym na pułapie 14 330 metrów, a następnie pod kątem 45 stopni wzbił się na 27 430 m. Po osiągnięciu tej wysokości pilot wyłączył silniki, pozwalając maszynie wzbić się na rekordowy pułap. Po zakończeniu bicia rekordu maszyna szybując opadła do poziomu 21 300 m, na którym pilot ponownie uruchomił silniki, powracając do normalnego lotu.
- 5 września 1960 prototyp oznaczony jako F4H-1 osiągnął średnia prędkość 1958,16 km/h w locie po okręgu na dystansie 500 kilometrów.
- 25 września 1960 ta sama maszyna osiągnęła prędkość średnią 2237,26 km/h w locie po okręgu na dystansie 100 kilometrów.
- Operacja LANA – w celu uczczenia 50. rocznicy lotnictwa morskiego (L to rzymska liczba 50, natomiast ANA jest skrótem od Anniversary of Naval Aviation – rocznica lotnictwa morskiego) 24 maja 1961 samoloty Phantom przeleciały przez całą szerokość Stanów Zjednoczonych w ciągu niespełna 3 godzin, kilkukrotnie tankując w powietrzu. Najszybciej trasę z Los Angeles do Nowego Jorku pokonał Phantom pilotowany przez porucznika Richarda Gordona z nawigatorem Bobbiem Longiem, który osiągając prędkość średnią 1400,28 km/h ukończył lot w 2 godziny i 47 minut. Obaj członkowie załogi zostali w 1961 uhonorowani za ten wyczyn nagrodą Bendix Trophy(inne języki).
- Operacja Sageburner – 28 sierpnia 1961 samolot F-4 Phantom osiągnął średnią prędkość 1452,826 km/h na dystansie 4,83 km (3 mil) lecąc przez cały czas na pułapie poniżej 40 m. Podczas pierwszej próby bicia tego rekordu, którą podjęto 18 maja 1961, zginął komandor porucznik marynarki J.L. Felsman, gdy na skutek awarii jego maszyna rozpadła się w locie.
- Operacja Skyburner – 22 grudnia 1961 zmodyfikowany Phantom ze specjalną instalacją paliwową z wtryskiem mieszanki metanolu i wody ustanowił rekord prędkości, osiągając 2585,086 km/h.
- 5 grudnia 1961 inny Phantom ustanowił rekord lotu ciągłego na pułapie 20 252,1 m.
- Operacja High Jump – na początku 1962 ustanowiono serię rekordów wzlotu na zadany pułap w jak najkrótszym czasie. Osiągnięte przez Phantoma wartości to: 34,523 sekundy na 3 000 metrów, 48,787 sekundy na 6000 metrów, 61,629 sekundy na 9000 metrów, 77,156 sekundy na 12 000 metrów, 114,548 sekundy na 15 000 metrów, 178,5 sekundy na 20 000 metrów, 230,44 sekundy na 25 000 metrów i 371,43 sekundy na 30 000 metrów. Podczas ostatniej próby Phantom osiągnął około 30 480 m, ale rekord ten nie został oficjalnie uznany.

Ostatecznie na samolotach Phantom pobito 16 rekordów świata i z wyjątkiem operacji Skyburner wszystkie ustanowiono na niezmodyfikowanych seryjnych maszynach. Pięć z rekordów prędkości pozostało niepobitymi, aż do pojawienia się w 1975 ciężkiego myśliwca przewagi powietrznej F-15 Eagle.

### Phantom w locie
Największą zaletą Phantomów w manewrowych walkach powietrznych na krótkich dystansach była duża moc silników, która umożliwiała doświadczonemu pilotowi włączanie się i wyłączanie z walki w dowolnym momencie.
Relatywnie ciężki Phantom został zaprojektowany jako maszyna do walki na dużych dystansach przy pomocy kierowanych pocisków rakietowych z celami znajdującymi się poza zasięgiem wzroku, dlatego znacznie ustępował zwrotnością myśliwcom radzieckim. Chociaż maszyna miała podczas wykonywania ciasnych zakrętów tendencję do wpadania w niemożliwy do wyprowadzenia korkociąg ze względu na niekorzystne zjawisko rewersu lotek, to ogólnie Phantom był postrzegany przez pilotów jako maszyna prosta w pilotażu i niezawodna, pod warunkiem nieprzekraczania wartości granicznych. W 1972 samoloty w wersji F-4E wyposażono w skrzydła ze skrzelami znacznie poprawiającymi ich zdolności manewrowe przy dużych kątach natarcia, jednak kosztem prędkości maksymalnej.
Poważną wadą Phantomów były silniki odrzutowe J79, które generowały bardzo duże ilości czarnego dymu, co ułatwiało zauważenie maszyn nawet z dużej odległości i stanowiło poważną niedogodność, zwłaszcza w porównaniu z trudniej zauważalnymi, mniejszymi maszynami przeciwnika. Emisję dymu można było ograniczyć poprzez włączenie dopalacza, ale wtedy znacznie wzrastało zużycie paliwa.
Największą słabością samolotów F-4 Phantom był brak wbudowanego uzbrojenia strzeleckiego. Stało się tak dlatego, że przez pewien czas przed rozpoczęciem prac projektowych uważano, iż wraz ze wzrostem prędkości samolotów do naddźwiękowych walka manewrowa na krótkich dystansach stanie się niemożliwa, a starcia powietrzne będą się toczyć z wykorzystaniem wyłącznie pocisków rakietowych. W rzeczywistości przechwytywanie celów odbywało się głównie przy znacznie mniejszych poddźwiękowych prędkościach, a ówcześnie względnie nowe głowice termiczne pocisków rakietowych były jeszcze na tyle zawodne, że zestrzelenie jednego celu wymagało wystrzelenia kilku takich pocisków. Na domiar złego stosowane podczas wojny w Wietnamie zasady przechwytywania celów wykluczały możliwość walki z wykorzystaniem pocisków rakietowych dalekiego zasięgu bez wcześniejszej identyfikacji wzrokowej. Wielokrotnie dochodziło do sytuacji, gdy piloci Phantomów znajdowali się bezpośrednio za ogonem maszyny przeciwnika, ale bez możliwości wystrzelenia naprowadzanych termicznie pocisków AIM-4 Falcon lub AIM-9 Sidewinder ze względu na zbyt małą odległość. W 1967 należące do Sił powietrznych Phantomy F-4C zaczęto wyposażać w zasobniki SUU-16 lub SUU-23, zawierające 20-milimetrowe działko M61 Vulcan, które jednak ze względu na brak w kabinie maszyny specjalnego celownika praktycznie uniemożliwiało prowadzenie celnego ognia. Niektóre z należących do piechoty morskiej samolotów wyposażano w dwa zasobniki z działkami Vulcan, ale z przeznaczeniem do atakowania celów naziemnych. Poza bardzo małą celnością działek, stawiany przez zasobniki znaczny opór powietrza powodował ograniczenie osiągów maszyn. Brak wbudowanego uzbrojenia strzeleckiego został definitywnie rozwiązany poprzez zainstalowanie w kadłubie wersji F-4E działka Vulcan.

## Wykorzystanie bojowe

### Marynarka Wojenna Stanów Zjednoczonych

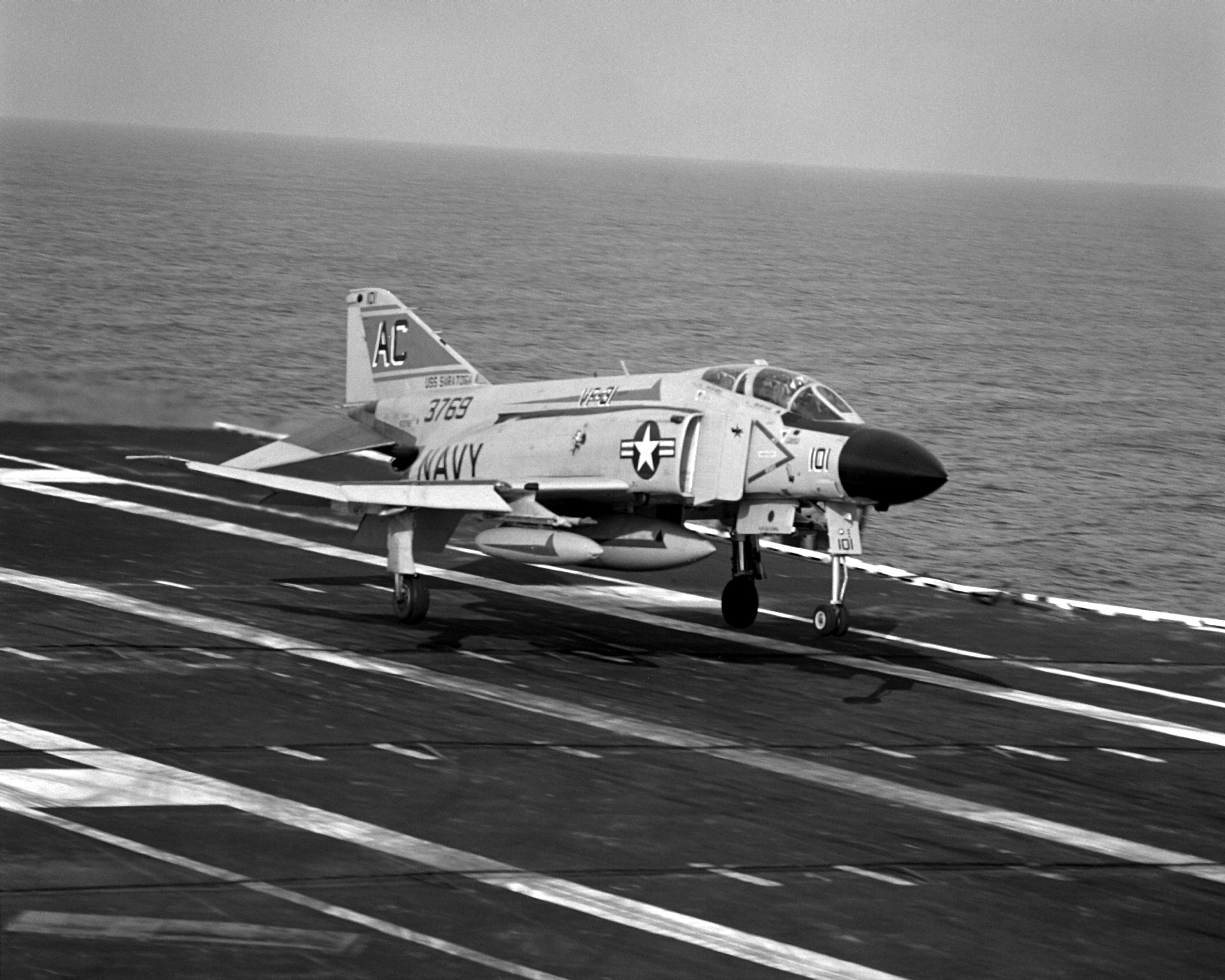
F-4J Phantom marynarki wojennej lądujący na pokładzie USS „Saratoga”

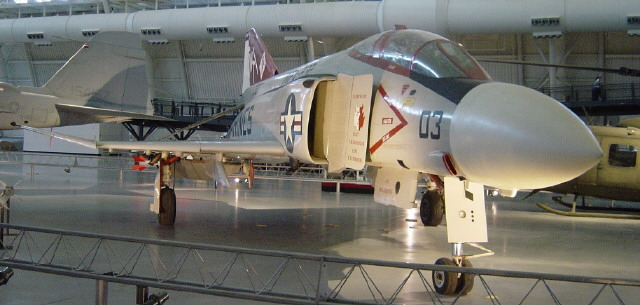
F-4S korpusu piechoty morskiej

Pierwszą jednostką amerykańskiej marynarki wojennej wyposażoną w myśliwce Phantom była eskadra VF-121 Peacemakers, która 30 grudnia 1960 rozpoczęła użytkowanie pierwszej wersji samolotów F4H-1F (F-4A). Pierwszym użytkownikiem wersji myśliwsko-bombowej F4H-1 (F-4B) była stacjonująca w Bazie Lotniczej Marynarki Oceana (Naval Air Station Oceana) eskadra VF-74 Be-devilers, która otrzymała samoloty 8 lipca 1961 roku. Piloci tej jednostki prowadzili testy kwalifikacyjne do lądowania na lotniskowcach, a w okresie od sierpnia 1962 do marca 1963 zostali jako pierwsi przebazowani na pokład lotniskowca USS „Forrestal”. Drugą eskadrą wchodzącą w skład amerykańskiej floty atlantyckiej, wyposażoną w Phantomy F-4B była eskadra VF-102 Diamondbacks, która rozpoczęła testy operacyjne na pokładzie lotniskowca „Enterprise”. Jako pierwsza we flocie Pacyfiku samoloty F-4B otrzymała eskadra VF-114 Aardvarks, bazująca na pokładzie USS „Kitty Hawk”.
Po incydencie w Zatoce Tonkińskiej wyposażono w Phantomy 13 z 31 eskadr amerykańskiej marynarki wojennej. Samoloty F-4B bazujące na USS „Constellation” wykonały 5 sierpnia 1964 pierwsze zadanie bojowe podczas wojny wietnamskiej, eskortując bombowce w ramach operacji Pierce Arrow. Pierwsze zwycięstwo Phantoma w walce powietrznej miało miejsce 9 kwietnia 1965, kiedy należący do eskadry VF-96 Fighting Falcons F-4B zestrzelił chińskiego MiGa-17, a następnie sam został zestrzelony, prawdopodobnie przez pomyłkę, pociskiem AIM-7 Sparrow przez jednego ze skrzydłowych. 17 czerwca 1965 inny F-4B z eskadry VF-21 Freelancers zestrzelił pierwszego północno-wietnamskiego MiG-a.
10 maja 1972 załoga Phantoma F-4J o kodzie wywoławczym „Showtime 100” w składzie Randy „Duke” Cunningham (pilot) i William „Irish” Driscoll (RIO od ang. radar intercept officer, oficer obsługi radaru przechwytującego) zestrzeliła 3 wietnamskie samoloty MiG-17 (trzecie, czwarte i piąte zestrzelenie), za co zyskała tytuł asa myśliwskiego. Była to jedyna załoga US Navy i pierwsza amerykańska uhonorowana tym mianem podczas wojny wietnamskiej. Istnieje przeświadczenie, że ostatni zestrzelony w tej misji przez załogę Phantoma samolot był pilotowany przez wietnamskiego asa myśliwskiego Nguyena Toona, nazywanego pułkownikiem Toonem. Podczas lotu powrotnego pilotowany przez Cunninghama Phantom został uszkodzony przeciwlotniczym pociskiem rakietowym, ale załodze udało się doprowadzić maszynę nad Zatokę Tonkińską i dopiero tam katapultować się.
Podczas całej wojny należące do marynarki wojennej Phantomy w wersjach F-4B, F-4J i F-4N uczestniczyły w 84 misjach bojowych. Piloci tych maszyn zestrzelili w walkach powietrznych 40 samolotów przeciwnika przy stratach własnych 71 Phantomów (5 w walkach powietrznych, 13 trafionych pociskami ziemia-powietrze i 53 zniszczonych ogniem artylerii przeciwlotniczej). Kolejne 54 Phantomy utracono w wypadkach lotniczych. Wśród 40 zestrzelonych przez pilotów marynarki i piechoty morskiej samolotów wietnamskich były 22 typu MiG-17, 14 MiG-21, 2 An-2 i 2 MiG-19. Osiem z nich zestrzelono pociskami AIM-7 Sparrow, pozostałych 31 pociskami AIM-9 Sidewinder.
Do 1983 ostatnie Phantomy wersji F-4N zostały wycofane ze służby i zastąpione przez myśliwce Grumman F-14 Tomcat, a trzy lata później wycofano Phantomy F-4S, zastępując je nowocześniejszymi myśliwsko-bombowymi McDonnell Douglas F/A-18 Hornet. Ostatni start z pokładu lotniskowca USS „Midway” należącego do eskadry VF 151 Vigilantes Phantoma F-4S odbył się 25 marca 1986 roku. Kilka miesięcy później, 18 października 1986 odbyło się ostatnie lądowanie na pokładzie lotniskowca USS „America”, należącego do eskadry VF-202 Superheats Phantoma F-4S. W 1987 zakończono proces całkowitej wymiany Phantomów na myśliwce F-14 Tomcat, włączając w to rezerwę marynarki. Jedynymi Phantomami pozostającymi wciąż w służbie US Navy są znajdujące się na wyposażeniu Centrum Uzbrojenia Lotniczego Marynarki Wojennej (Naval Air Warfare Center Weapons Division) samoloty-cele QF-4.

### Korpus Piechoty Morskiej Stanów Zjednoczonych
Pierwszą jednostka piechoty morskiej wyposażoną w czerwcu 1962 roku w myśliwsko-bombowe samoloty F-4B była eskadra VMFA-314 Black Knights, która wykorzystywała także maszyny w wersji rozpoznawczej RF-4B. Pierwsze Phantomy piechoty morskiej z eskadry VMFA-531 Gray Ghosts dotarły do Wietnamu 10 kwietnia 1965 roku, a ich głównym zadaniem było wykonywanie misji bliskiego wsparcia z baz lądowych i pokładu lotniskowca USS „America”. Podczas działań bojowych piloci piechoty morskiej zestrzelili 3 MiG-i (2 z nich podczas działań wspólnie z USAF), tracąc 75 maszyn, w większości na skutek ostrzału z ziemi, oraz cztery w wypadkach lotniczych. Ostatni Phantom F-4S należący do eskadry VMFA-112 Cowboys został wycofany 18 stycznia 1992, a jednostka została przezbrojona w wielozadaniowe samoloty F/A-18 Hornet.

### Siły Powietrzne Stanów Zjednoczonych

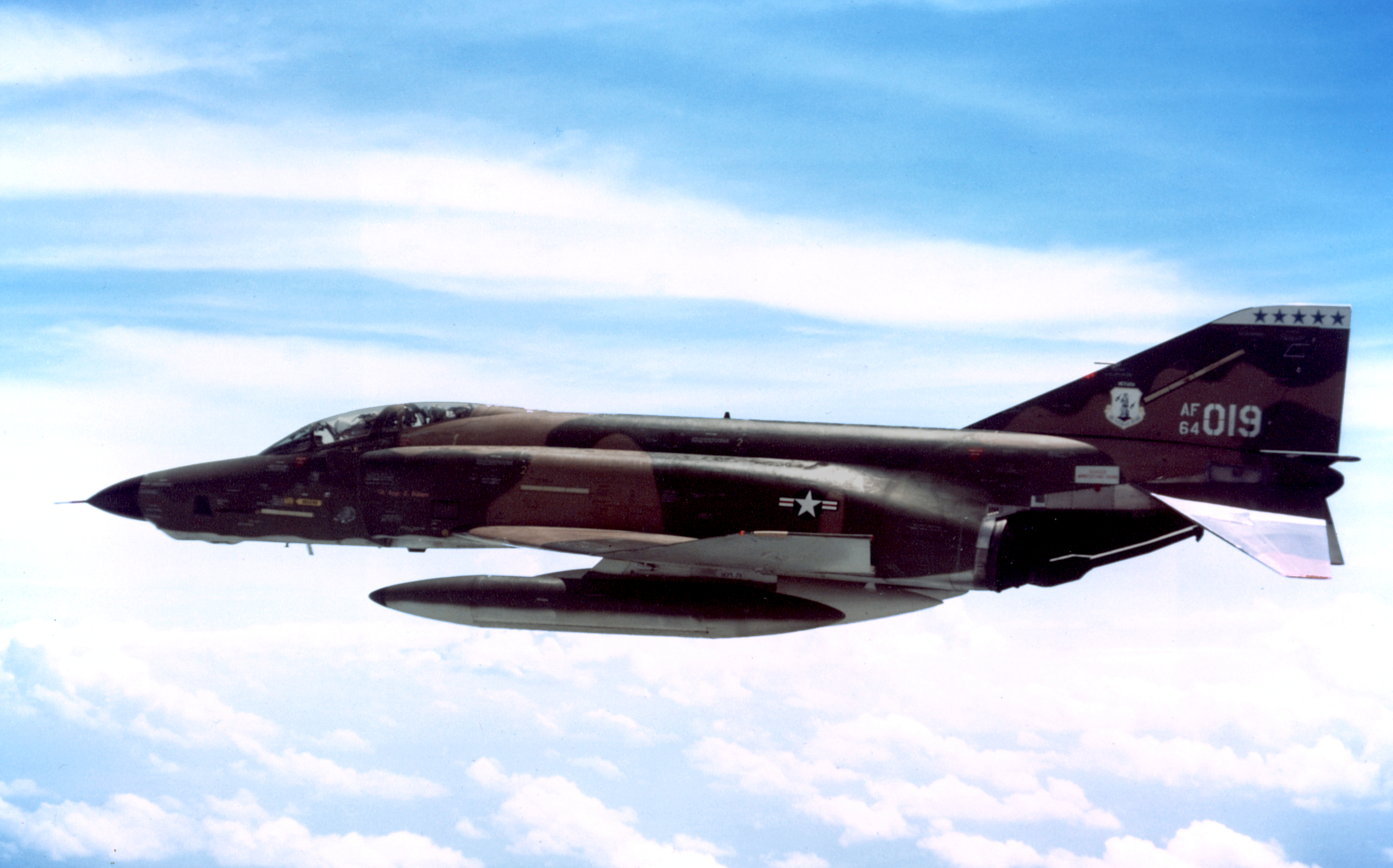
RF-4C Phantom II z dodatkowymi zbiornikami paliwa należący do 192. Grupy Rozpoznania Taktycznego Gwardii Narodowej stanu Nevada. Sierpień 1968.

Siły powietrzne, początkowo niechętne przyjęciu opracowanego dla marynarki wojennej myśliwca, dość szybko przekonały się do jego zalet, stając się największym użytkownikiem Phantomów. Pierwszymi Phantomami sił powietrznych, które weszły w grudniu 1964 do działań wojennych w Wietnamie były należące do 555 Taktycznej Eskadry Myśliwskiej Triple Nickel samoloty w wersji F-4C. W przeciwieństwie do US Navy, załogi Phantomów sił powietrznych składały się początkowo przeważnie z dwóch pilotów, dlatego w obu kabinach pozostawiono urządzenia sterownicze. W praktyce okazało się jednak, że pilot w drugiej kabinie tylko incydentalnie miał okazję pilotować maszynę, dlatego później został on zastąpiony przez oficera systemów uzbrojenia (ang. weapon systems officer, w skrócie WSO lub whizzo). Wczesne egzemplarze Phantomów posiadały wadliwe zbiorniki paliwa wymagające uszczelniania po każdym locie, a w 85 maszynach wykryto pęknięcia elementów skrzydeł. Pojawiły się także problemy z instalacjami hydraulicznymi lotek, połączeniami elektrycznymi, oraz pożarami w przedziale silnikowym.
Pierwsze zwycięstwo powietrzne nad wietnamskim MiGi-em-17 zostało odniesione 10 lipca 1965 z wykorzystaniem pocisków AIM-9 Sidewinder. Z kolei pierwszym amerykańskim samolotem zestrzelonym przez przeciwnika 24 lipca 1965 przy pomocy pocisku ziemia-powietrze był Phantom należący do 47. Taktycznej Eskadry Myśliwskiej. 5 października 1966 wietnamski MiG-21 zestrzelił należący do 8. Taktycznego Skrzydła Myśliwskiego samolot F-4C Phantom, używając pocisku powietrze-powietrze.
Wersja rozpoznawcza RF-4C wykonała pierwszą misję bojową nad Wietnamem 30 października 1965 roku, przeprowadzając ryzykowne rozpoznanie skuteczności ataku na instalacje wroga.
Chociaż samolot w wersji F-4C był niemal identyczny z przeznaczonym dla marynarki F-4B tak pod względem własności lotnych, jak i przenoszonego uzbrojenia, w tym zaprojektowanych dla potrzeb US Navy pocisków rakietowych AIM-9 Sidewinder, to w czerwcu 1967 na uzbrojenie USAF wszedł Phantom F-4D zmodernizowany zgodnie ze wskazówkami sił powietrznych. Maszyna ta była uzbrojona w inne pociski rakietowe AIM-4 Falcon, przeznaczone do zwalczania lecących stałym kursem i na stałym pułapie bombowców nieprzyjaciela, przez co absolutnie nie zdały egzaminu jako broń przeciwko bardzo zwrotnym, nowoczesnym samolotom myśliwskim. Parametry pocisków dodatkowo pogarszała bardzo skomplikowana procedura wystrzeliwania, jak i ograniczony czas chłodzenia głowicy naprowadzania termicznego, co znacząco pogarszało celność. W związku z powyższym na początku 1968 roku w ramach programu Rivet Haste przezbrojono maszyny sił powietrznych na powrót w Sidewindery, a w 1972 wprowadzono kolejny, preferowany przez pilotów USAF pocisk AIM-7E-2 „Dogfight Sparrow”. Tak jak inne wersje Phantomów wykorzystywanych podczas wojny w Wietnamie, F-4D sił powietrznych zostały w trybie pilnym wyposażone w detektory opromieniowania wiązką radarową (RHAW – radar homing and warning) przez stacje radiolokacyjne radzieckich zestawów przeciwlotniczych S-75 „Dźwina” (w kodzie NATO jako SA-2 Guideline).
Od momentu rozmieszczenia w południowo-wschodniej Azji pierwszych należących do USAF Phantomów w wersji F-4C, wykonywały one szereg zadań myśliwskich i bombowych, wspierając z powietrza wojska lądowe walczące na terenie południowego Wietnamu, oraz bombardując cele w Laosie i północnym Wietnamie. Wraz ze stopniowym wycofywaniem z uzbrojenia myśliwsko-bombowych F-105 Thunderchief w latach 1965–1968, rola Phantomów jako samolotów bombowych stale rosła. W listopadzie 1970 roku, po wycofaniu ostatnich F-105D, samolot F-4 Phantom stał się podstawową maszyną bombową amerykańskich sił powietrznych. W październiku 1972 do baz w pobliskiej Tajlandii trafiła pierwsza eskadra maszyn EF-4C Wild Weasel.
Do stałej służby w Wietnamie przydzielono w latach 1965–1973 16 eskadr Phantomów, a kolejnych 17 rozmieszczono tam tymczasowo. Największą liczebność osiągnęły Phantomy w 1972 roku, gdy w bazach w Tajlandii stacjonowały 353 maszyny tego typu. W czasie działań wojennych utracono łącznie 445 Phantomów, z czego 370 podczas misji bojowych. 193 z nich zestrzelono nad północnym Wietnamem, z czego 33 zniszczyły MiG-i, 30 – pociski rakietowe klasy ziemia-powietrze, a najwięcej, bo aż 307 – artyleria przeciwlotnicza.
Cztery eskadry rozpoznawczych RF-4C utraciły 83 maszyny, z czego 72 w czasie misji bojowych. Nad północnym Wietnamem zestrzelono 38 Phantomów, z czego 7 przez pociski ziemia-powietrze i 65 przez artylerie przeciwlotniczą. Do końca wojny Siły Powietrzne Stanów Zjednoczonych straciły łącznie 528 Phantomów w wersjach F-4 i RF-4C. W połączeniu ze stratami marynarki wojennej i piechoty morskiej, wynoszącymi 233 Phantomy, podczas całej wojny w Wietnamie utracono 761 maszyn tego typu.
Pierwszym asem myśliwskim USAF, uhonorowanym tym mianem był Richard Stephen Ritchie, który 28 sierpnia 1972 zestrzelił piąty samolot wroga. Najwyższą liczbą zestrzeleń podczas wojny wietnamskiej mógł się poszczycić oficer systemów uzbrojenia (WSO) Charles B. DeBellevue, który 9 września 1972 zaliczył swoje szóste zwycięstwo powietrzne. Ostatnim asem myśliwskim tej wojny w szeregach USAF był oficer systemów uzbrojenia Jeffrey Feinstein, osiągając ten status 13 października 1972.
Łącznie Phantomy amerykańskich sił powietrznych zestrzeliły nad południową Azją 107½ MiG-a, z czego 50 pociskami Sparrow, 31 – Sidewinderami, 5 – Falconami, 15½ przy pomocy uzbrojenia strzeleckiego, a pozostałych 6 innymi środkami:
| Typ samolotu | Uzbrojenie/Taktyka               | MiG-17 | MiG-19 | MiG-21 | Razem: |
| ------------ | -------------------------------- | ------ | ------ | ------ | ------ |
| F-4C         | AIM-7 Sparrow                    | 4      | 0      | 10     | 14     |
|              | AIM-9 Sidewinder                 | 12     | 0      | 10     | 22     |
|              | Działko 20 mm                    | 3      | 0      | 1      | 4      |
|              | Walka manewrowa                  | 2      | 0      | 0      | 2      |
| F-4D         | AIM-4 Falcon                     | 4      | 0      | 1      | 5      |
|              | AIM-7 Sparrow                    | 4      | 2      | 20     | 26     |
|              | AIM-9 Sidewinder                 | 0      | 2      | 3      | 5      |
|              | Działko 20 mm                    | 4½     | 0      | 2      | 6½     |
|              | Walka manewrowa                  | 0      | 0      | 2      | 2      |
| F-4E         | AIM-7 Sparrow                    | 0      | 2      | 8      | 10     |
|              | AIM-9 Sidewinder                 | 0      | 0      | 4      | 4      |
|              | AIM-9 Sidewinder + działko 20 mm | 0      | 0      | 1      | 1      |
|              | Działko 20 mm                    | 0      | 1      | 4      | 5      |
|              | Walka manewrowa                  | 0      | 1      | 0      | 1      |
| RAZEM:       |                                  | 33½    | 8      | 66     | 107½   |

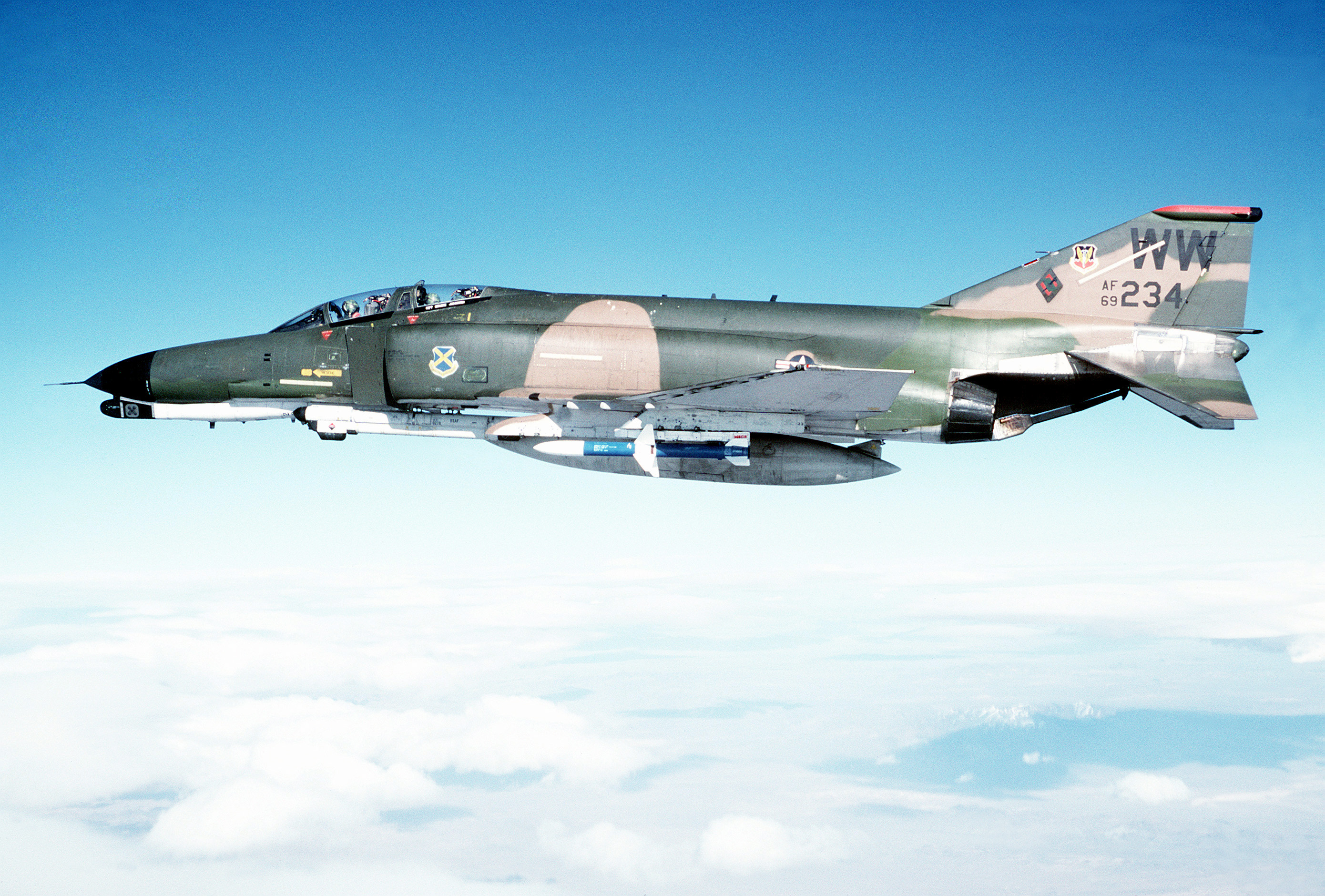
F-4G „Wild Weasel” uzbrojony w przeciwradarowe pociski AGM-88 HARM

Od 31 stycznia 1972 Phantomy zaczęły wchodzić na uzbrojenie jednostek powietrznych Gwardii Narodowej Stanów Zjednoczonych, gdzie służyły aż do 31 marca 1990, zastąpione ostatecznie wielozadaniowymi F-16 Fighting Falcon. Po raz kolejny Phantomy wróciły do pełnienia zadań bojowych 15 sierpnia 1990 roku, kiedy wysłano 24 egzemplarze samolotów F-4G „Wild Weasel V” i 6 maszyn rozpoznawczych RF-4C na Bliski Wschód do działań w ramach operacji Pustynna Burza. Wprowadzenie tych dość starych maszyn po raz kolejny do walki było spowodowane faktem, że były one jedynymi przystosowanymi do tłumienia obrony powietrznej wroga (SEAD), gdyż zmodernizowany do walki elektronicznej EF-111 Raven nie miał możliwości przenoszenia pocisków przeciwradarowych AGM-88 HARM. Z kolei rozpoznawczy RF-4C jako jedyny był wyposażony w system kamer fotograficznych dalekiego zasięgu KS-127 LOROP.
Chociaż większość zadań pełnionych przez Phantomy była prowadzona w dzień, to podczas działań bojowych tylko jedna maszyna RF-4C została utracona i to na skutek wypadku. Także jeden F-4G uległ katastrofie po uszkodzeniu zbiorników z paliwem. Maszyna rozbiła się niedaleko bazy sił sprzymierzonych z powodu braku paliwa. Ostatni F-4G Wild Weasel V został wycofany ze stanu USAF 26 marca 1996 roku. Podobnie jak marynarka wojenna, siły powietrzne do chwili obecnej wykorzystują Phantomy przebudowane na cele powietrzne QF-4. Jedna z maszyn F-4D została odbudowana przez Fundację Collingsa i jest prezentowana na pokazach lotniczych. Cele latające QF-4 były eksploatowane do 2016 roku.

## Phantomy poza Stanami Zjednoczonymi
|                   |                                   |                                                 |
| Zakupione         | w służbie w 2001                  |                                                 |
| Australia         | 24 F-4E                           | brak (zwrócone do USA)                          |
| Egipt             | 46 F-4E                           | 30 F-4E                                         |
| Grecja            | 121 F-4E i RF-4E                  | 62 F-4E/RF-4E 39 F-45 Peace Icarus 2000         |
| Hiszpania         | 40 F-4C 18 RF-4C                  | 14 RF-4C                                        |
| Iran              | 32 F-4D 177 F-4E 16 RF-4E         | Prawdopodobnie 40 F-4D i F-4E                   |
| Izrael            | 274 F-4E 12 RF-4E                 | 40 F-4E 53 Kurnass 2000                         |
| Japonia           | 140 F-4EJ 14 RF-4EJ               | 109 F-4EJ                                       |
| Korea Południowa  | 27 RF-4C 92 F-4D 103 F-4E         | 60 F-4D 70 F-4E 18 RF-4E                        |
| Niemcy            | 88 RF-4E 175 F-4F                 | 110 F-4F ICE                                    |
| Stany Zjednoczone | 2840 F-4C/D/E/G 1264 F-4A/B/J/N/S | brak (jako cele ćwiczebne)                      |
| Turcja            | 233 F-4E i RF-4E                  | 163 F-4E (54 w wersji Terminator 2020) 44 RF-4E |
| Wielka Brytania   | 15 F-4J(UK) 50 F-4K 116 F-4M      | brak                                            |

Poza Stanami Zjednoczonymi samoloty F-4 Phantom były wykorzystywane przez siły zbrojne innych krajów, takich jak Australia, Egipt, Grecja, Hiszpania, Iran, Izrael, Japonia, Korea Południowa, Niemcy, Turcja i Wielka Brytania.

### Australia
W 1963 roku wytwórnia McDonnell zaoferowała Royal Australian Air Force samoloty F-4C napędzane francuskimi silnikami turboodrzutowymi SNECMA Atar 9, takimi samymi jak wykorzystywane w myśliwcach Dassault Mirage IIIO. Australijskie siły powietrzne nie były jednak zainteresowane Phantomami, zamawiając w zamian samoloty F-111C. Ze względu na opóźnienia produkcyjne tych maszyn ostatecznie Australia i tak stała się użytkownikiem Phantomów w wersji F-4E, które wydzierżawiła od USAF w liczbie 24 egzemplarzy i użytkowała w latach 1970–1973. Samoloty te spodobały się na tyle pilotom australijskim, że rozważano możliwość pozostawienia ich w służbie RAAF. Ostatecznie decyzja taka nie została podjęta, gdyż w zamian konieczne byłoby rozformowanie jednej eskadry wyposażonej w samoloty Mirage III. W okresie wykorzystywania Phantomów F-4E przez RAAF jeden z nich uległ katastrofie niedaleko Evans Head w Nowej Południowej Walii.

### Egipt
Chociaż początkowo Egipskie Siły Powietrzne były zainteresowane samolotami F-5 Tiger II, to w 1979 zakupiły 35 egzemplarzy wycofanych z USAF maszyn F-4E wraz z uzbrojeniem w postaci pocisków Sparrow, Sidewinder i Maverick. Transakcji tej dokonano w ramach programu Peace Pharaoh, a jej wartość wyniosła 594 miliony dolarów. Egipcjanie, przyzwyczajeni do znacznie prostszych konstrukcyjnie MiG-ów, postrzegali Phantomy jako bardzo trudne w utrzymaniu, czego efektem było na początku lat 80. jedynie 9 maszyn zdolnych do lotu. Intensywny program szkolenia techników obsługi naziemnej pozwolił rozwiązać większość problemów do roku 1985. W 1988 Egipt zakupił 11 kolejnych Phantomów wykorzystywanych wcześniej przez USAF, z czego 3 miały zastąpić maszyny utracone w katastrofach.

### Hiszpania
Ejercito del Aire odebrały pierwszą partię wycofanych z USAF samolotów F-4C Phantom w 1971 roku w ramach programu Peace Alfa. Maszyny te pod oznaczeniem hiszpańskim C.12 wykorzystywano aż do 1989 roku. W tym samym czasie Hiszpania otrzymała kilka również wycofanych z USAF rozpoznawczych maszyn RF-4C, które oznaczono symbolem RC.12. W latach 1995–1996 maszyny te zmodernizowano, wymieniając awionikę, stację radiolokacyjną oraz laserowy system nawigacji bezwładnościowej.

### Niemcy
Niemiecka Luftwaffe zamówiła Phantomy w 1969 roku, początkowo tylko w wersji rozpoznawczej RF-4E. Jedna z maszyn została wyposażona w ramach programu Peace Trout w aparaturę ELINT (ang. electronic signals intelligence), służącą do zbierania danych z transmisji radiowych przeciwnika. W 1982 początkowo nieuzbrojone maszyny RF-4E wyposażono przez wytwórnię Messerschmitt-Bölkow-Blohm w możliwość atakowania celów naziemnych. Wiele z części do zamówionych przez Niemcy rozpoznawczych Phantomów wyprodukowano w niemieckich wytwórniach, ale ostateczny montaż maszyn odbył się w wytwórni McDonnell Douglas w Saint Louis. Niemieckie Phantomy pozostawały na wyposażeniu dwóch skrzydeł rozpoznawczych, a dokładniej eskadr AG 51 „Immelmann” (Aufklärungsgeschwader 51) i AG 52 (Aufklärungsgeschwader 52), które w 1994 przezbrojono w maszyny Panavia Tornado w wersji RECCE.
W celu wypełnienia luki pomiędzy myśliwcami F-104 Starfighter a maszynami Tornado, Luftwaffe zakupiła w 1973 roku w ramach programu Peace Rhine uproszczoną wersję Phantoma F-4F o mniejszej masie i słabszej stacji radiolokacyjnej APG-120 oraz pozbawioną możliwości tankowania w locie i wykorzystania pocisków AIM-7 Sparrow. W połowie lat 80. przeprowadzono modernizację tych maszyn, przywracając im możliwość tankowania w powietrzu, przenoszenia pocisków AGM-65B Maverick i AIM-9L Sidewinder oraz wymieniając silniki na takie, które generowały mniej dymu. W 1983 Niemcy rozpoczęły kolejny program modernizacji Phantomów pod nazwą ICE (Improved Combat Efficiency – polepszenia efektywności bojowej), polegający na wyposażeniu maszyn w szynę danych Mil-Std 1553 i stację radiolokacyjną AN/APG-65, taką samą jak wykorzystywana we wczesnych wersjach samolotów F/A-18 Hornet, która umożliwiła naprowadzanie pocisków AIM-120 AMRAAM. Pierwsze F-4F ICE zaczęto wprowadzać do służby w 1992 roku.

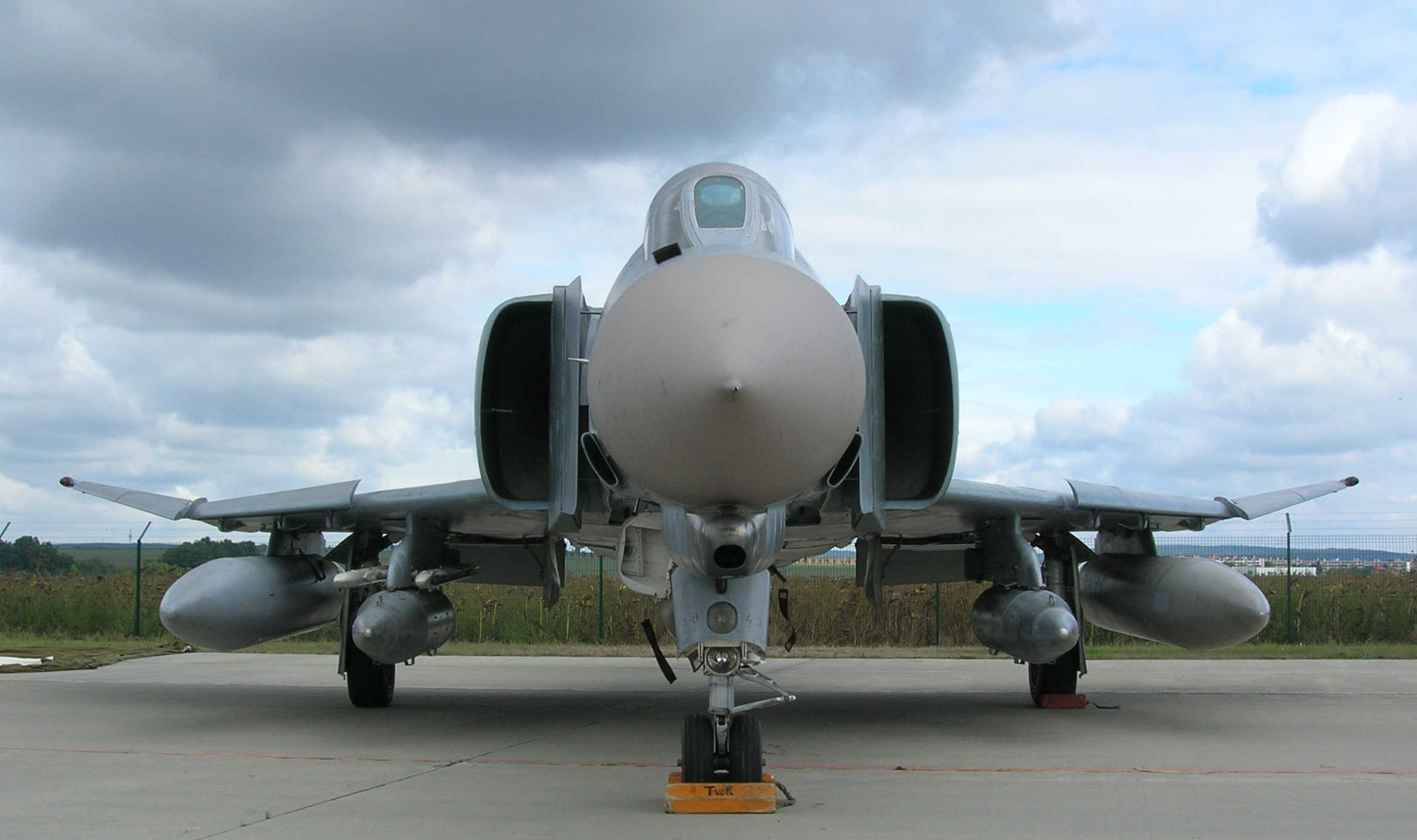
F-4F ICE należący do Luftwaffe. Widoczny charakterystyczny wznios końcówek skrzydeł i regulowane wloty powietrza

W bazie lotniczej Holloman w Nowym Meksyku stacjonowały do 2002 roku 24 należące do Luftwaffe, ale wykorzystywane przez 49 Taktyczne Skrzydło Myśliwskie USAF Phantomy, które służyły do szkolenia pilotów niemieckich. W celach bezpieczeństwa na kadłubach umieszczono oznaczenia amerykańskie, a jedynie na statecznikach pionowych znajdowała się flaga niemiecka. Dodatkowe 10 maszyn wersji F-4E udostępniły w 1975 Stany Zjednoczone. Samoloty te zostały wycofane ze służby w latach 90. Część z nich złomowano na terenie Stanów Zjednoczonych, a pozostałe wysłano do Niemiec jako pomoc do szkolenia techników obsługi naziemnej.
Największą wadą Phantomów, pomijając przestarzałą konstrukcję, był brak urządzeń identyfikujących IFF „swój-obcy” oraz wielofunkcyjnego systemu przekazywania danych MIDS. Ponadto identyfikacja celów znajdujących się poza granicami widoczności optycznej była możliwa tylko za pośrednictwem komunikacji głosowej z samolotami AWACS.
Eskadra JG 73 „Steinhoff” wycofała ze służby ostatnie Phantomy w 2002, zastępując je Eurofighterami w 2003. Eskadra JG 74 „Mölders” pozbyła się ostatniego F-4F w 2008. Phantomy F-4F ICE pozostały najdłużej na uzbrojeniu eskadry JG 71 „Richthofen” (Jagdgeschwader 71) – aż do końca 2013, kiedy zastąpiły je wielozadaniowe Eurofightery.

### Grecja
W 1971 Polemikí Aeroporía zakupiły nowe samoloty F-4E i RF-4E, a na początku lat 90. jeszcze zwiększyły swój stan posiadania o maszyny wycofane z Luftwaffe i Gwardii Narodowej Stanów Zjednoczonych. Kilka z nich zmodyfikowano, wyposażając je w przeciwradarowe pociski AGM-88 HARM. Zachęcona rezultatami niemieckiego programu modernizacji Phantomów do standardu ICE, także Grecja zdecydowała się unowocześnić swoje samoloty w podobny sposób, zlecając 11 sierpnia 1997 koncernowi DASA przebudowę 39 maszyn do podobnego standardu Peace Icarus 2000. Zakres modernizacji objął wymianę stacji radiolokacyjnej na AN/APG-65GY, instalację systemu nawigacyjnego Honeywell H-764G, który jest kombinacją laserowego systemu nawigacji bezwładnościowej LINS (ang. Laser Inertial Navigation System), GPS i izraelskiego komputera firmy Elbit Systems. Dodano również zasobnik z systemem naprowadzania Litening oraz możliwość przenoszenia pocisków powietrze-powietrze AIM-120 i powietrze-ziemia AGM-130. 5 maja 2017 roku Polemiko Aeroporía wycofało ze służby samoloty rozpoznawcze RF-4E Phantom II.

### Iran
W latach 60. i 70. ówcześnie prozachodnio nastawiony Iran zakupił w Stanach Zjednoczonych 225 samolotów dostarczanych: od 1967 – 32 F-4D, od 1970 – 16 RF-4E, od 1971 – 177 F-4E. Po wybuchu rewolucji islamskiej w 1979 na wyposażeniu nowo przemianowanych Sił Powietrznych Islamskiej Republiki Iranu pozostawało 180 maszyn. Phantomy były podstawowym myśliwcem irańskim podczas wojny iracko-irańskiej w latach 1980–1988, wykonując większość nalotów bombowych. 30 września 1980 dwa F-4E uszkodziły reaktor atomowy w Osiraku, rok później został on doszczętnie zniszczony przez izraelskie F-16. 28 listopada 1980 w wyniku operacji Morvarid Phantomy uzbrojone w pociski AGM-65 Maverick zatopiły 9 irackich kutrów rakietowych, które zagrażały irańskim tankowcom. 4 kwietnia 1981 osiem F-4E wspierane przez latające cysterny KC-707 zbombardowały iracką bazę H3 Al Walid przy granicy z Jordanią, niszcząc 38 irackich samolotów. W czasie wojny Irańczycy utracili około 80 Phantomów, w tym do 30 w wyniku zestrzelenia przez irackie myśliwce, odnosząc około 40 zwycięstw, głównie nad MiG-23 i Su-22. Embargo spowodowało brak części zamiennych i uziemienie większości samolotów, w połowie lat 80. utrzymywano w stanie lotnym 20-30 maszyn, głównie dzięki kanibalizmowi sprzętowemu.
Tak jak w przypadku myśliwców F-14 Tomcat, również wiele irańskich Phantomów jest obecnie niezdolnych do lotu. Ocalałe maszyny prawdopodobnie zostały wyposażone w części zamienne zakupione w ramach tajnych transakcji z Izraelem i Stanami Zjednoczonymi (afera Iran-Contras) oraz w zamienniki opracowane w Iranie przy pomocy inżynierii wstecznej w połączeniu z postsowieckimi i chińskimi technologiami.

### Izrael

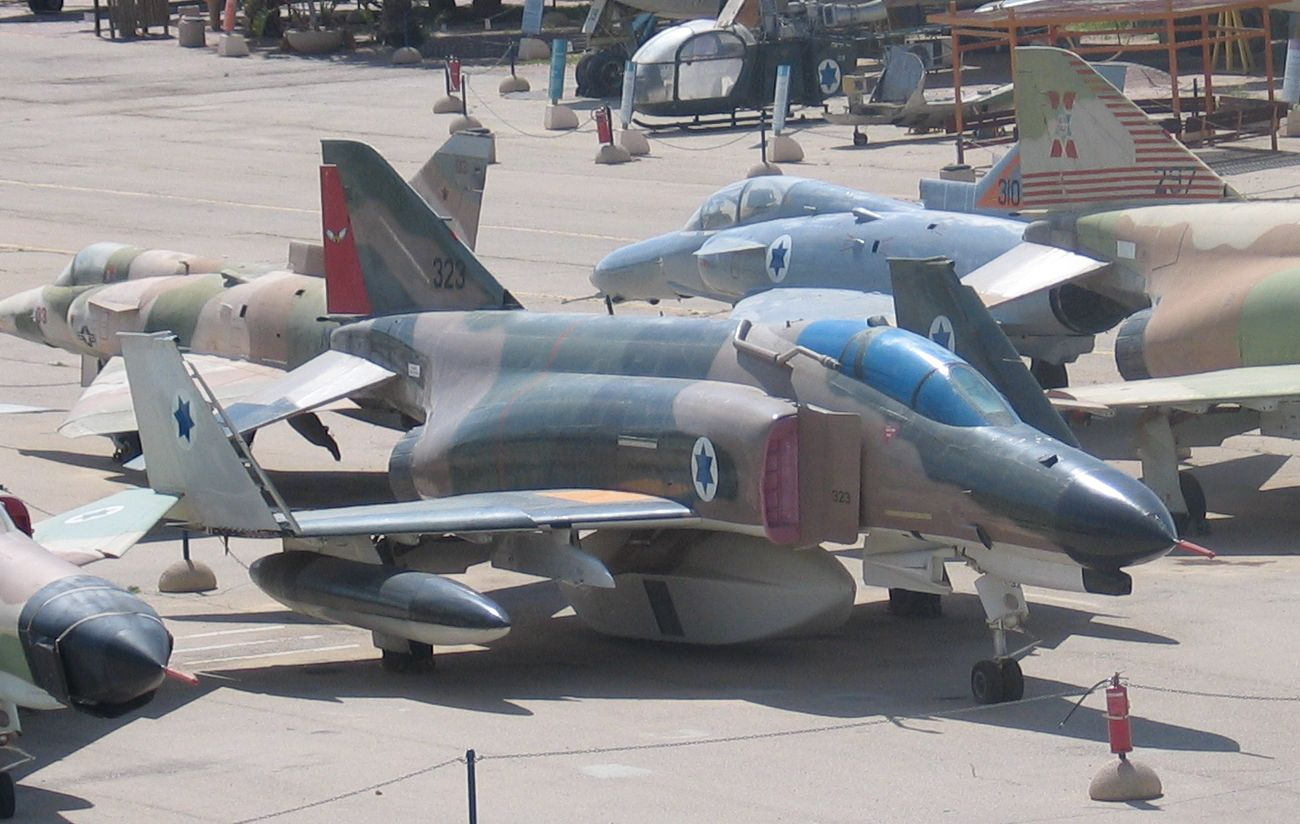
Kurnass 2000

Siły Powietrzne Izraela były największym zagranicznym użytkownikiem Phantomów i posiadały na wyposażeniu zarówno nowe, jak i wycofane z USAF maszyny. Na wyposażeniu znalazło się także wiele unikatowych wersji rozpoznawczych. Pierwsze Phantomy, które w Izraelu nosiły hebrajskie oznaczenia, F-4E Kurnass i RF-4E Orev dostarczono w 1969 roku w ramach programu Peace Echo I. Następne partie docierały do Izraela w latach 70. w ramach programów Peace Echo II przez Peace Echo V i Nickel Grass. W przeciwieństwie do większości rozpoznawczych Phantomów maszyny izraelskie posiadały możliwość przenoszenia pocisków rakietowych AIM-9 Sidewinder do samoobrony. Izraelskie siły powietrzne nie podzielały motta amerykańskich eskadr rozpoznawczych („samotny, nieuzbrojony, nieustraszony”) i wolały wyposażyć swoje samoloty w jakiekolwiek uzbrojenie obronne.
Izraelskie Phantomy wykorzystywano intensywnie podczas konfliktów izraelsko-arabskich, wprowadzając je do walki po raz pierwszy w ramach wojny na wyczerpanie. Pierwszym zwycięstwem powietrznym odniesionym na samolocie Kurnass było zestrzelenie 11 listopada 1969 egipskiego myśliwca MiG-21, z kolei pierwszą utraconą maszyną typu Kurnass był samolot zestrzelony 2 kwietnia 1970 także przez MiG-a-21. Podczas całego konfliktu Siły Obronne Izraela potwierdziły zestrzelenie 116 samolotów wroga przy stratach własnych 56 maszyn.
Izraelskie samoloty F-4E zostały poważnie zmodyfikowane w celu umożliwienia wykorzystania uzbrojenia i awioniki produkcji krajowej. Na początku lat 80. Izrael rozpoczął program modernizacji samolotów Kurnass 2000 w ramach którego znacząco unowocześniono wyposażenie awioniczne instalując stacje radiolokacyjną z syntetyczną aperturą Norden APG-76, a w kabinach wielofunkcyjne wyświetlacze i system HOTAS, oraz dodając możliwość przenoszenia zbudowanych w kooperacji ze Stanami Zjednoczonymi pocisków rakietowych AGM-142 Have Nap. Struktura płatowca została wzmocniona, wymieniono instalacje elektryczne i hydrauliczne, a także instalację paliwową. Ze względu na to, że lotnictwo izraelskie wykorzystuje system tankowania w powietrzu przewodem elastycznym, natomiast większość amerykańskich maszyn posiadała instalację paliwową z portem do tankowania w górnej części kadłuba dla przewodu sztywnego, po prawej stronie kabiny zainstalowano charakterystyczną rurę z odchylaną sondą obsługiwaną przez drugiego członka załogi. Chociaż Kurnass 2000 jest z zewnątrz prawie identyczny jak Phantom, to w rzeczywistości skala wprowadzonych zmian pozwala określić tę maszynę jako całkiem nową konstrukcję. Kurnass 2000 wzbił się w powietrze po raz pierwszy 11 sierpnia 1987 roku, a do służby został wprowadzony 5 lutego 1991. Zbudowano także wersję maszyny oblataną 30 lipca 1986, wyposażoną w silniki Pratt & Whitney PW1120 o znacznie lepszych parametrach. Wyposażony w nowe jednostki napędowe Kurnass 2000 był zdolny do osiągnięcia prędkości naddźwiękowych bez użycia dopalaczy (supercruise), posiadał o 17% lepszy stosunek ciągu do masy, 36% większą prędkość wznoszenia i o 27% większe przyspieszenie przy znacznie mniejszym zużyciu paliwa. Po raz pierwszy zaprezentowano tak zmodyfikowaną maszynę w 1987 na Międzynarodowym Salonie Lotniczym w Le Bourget pod Paryżem, ale ze względu na koszty projektu modernizacji dość starego płatowca zrezygnowano z dalszych prac. Ostatni izraelski F-4 został wycofany ze służby 12 maja 2004 roku.

### Japonia

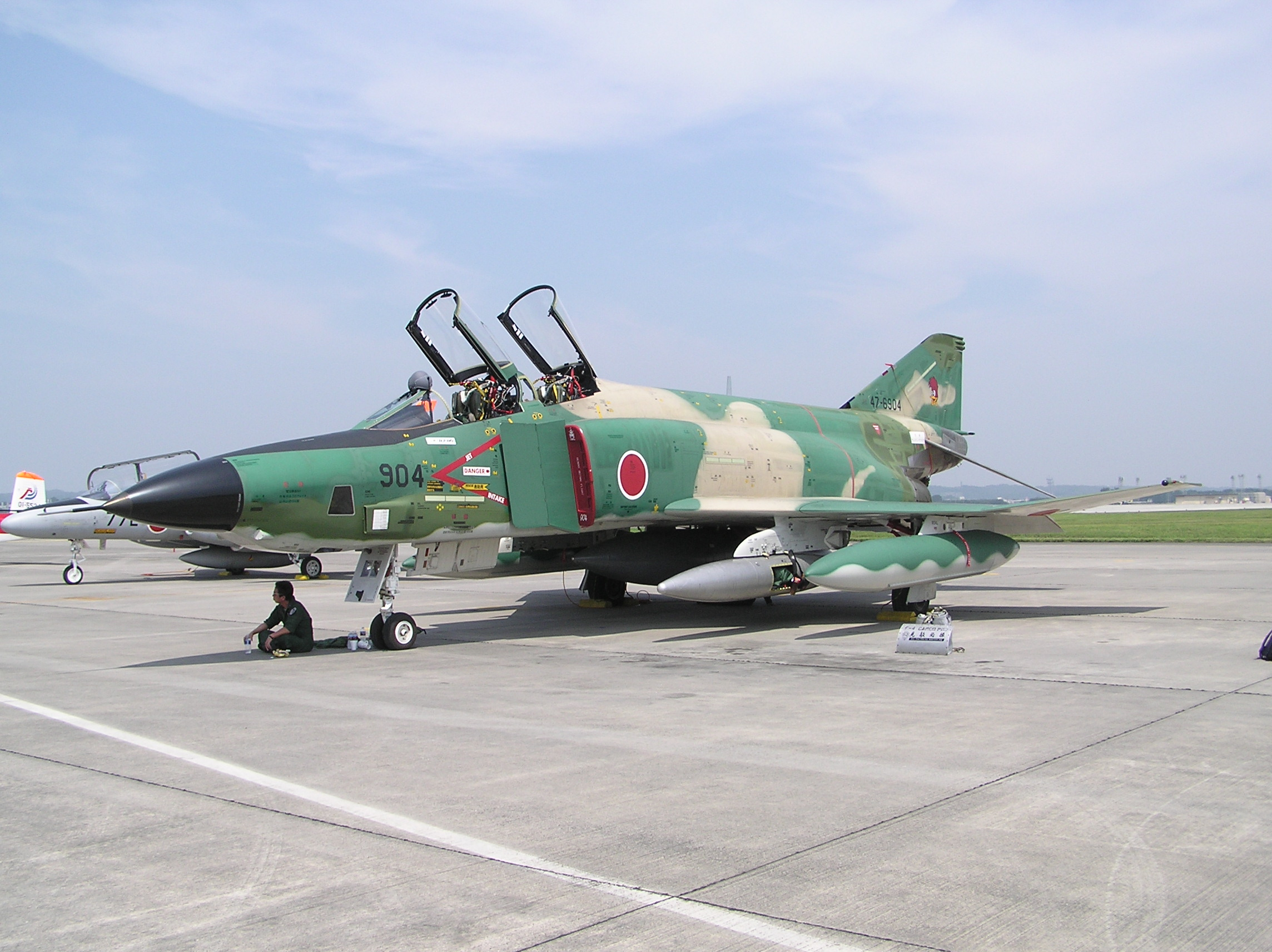
Japoński rozpoznawczy RF-4E Phantom

W 1968 Japońskie Powietrzne Siły Samoobrony zakupiły 140 samolotów F-4EJ Phantom. Ze względu na polityczne kontrowersje wokół posiadania przez siły „samoobrony” ofensywnego uzbrojenia w postaci bombowców, japońskie Phantomy zostały pozbawione sondy do tankowania w powietrzu celem ograniczenia ich zasięgu oraz możliwości ataku na cele naziemne (możliwość ta została przywrócona podczas późniejszych modyfikacji maszyn). Koncern Mitsubishi zbudował na licencji 138 zamówionych maszyn, a dodatkowe 14 nieuzbrojonych Phantomów w wersji RF-4E zakupiono i zbudowano w Stanach Zjednoczonych. Z tej puli 96 samolotów F-4EJ zmodyfikowano do wersji F-4EJ Kai (改、 „zmodyfikowany”) wyposażonej między innymi w laserowy system nawigacji bezwładnościowej i stację radiolokacyjną APG-66J. Siedemnaście innych maszyn zmodernizowano tak samo jak wersję Kai i przeznaczono do zadań rozpoznawczych, wyposażając je w zasobniki LOROP.
W roku 2007 Japonia posiadała na uzbrojeniu 90 Phantomów. W 2009 Ministerstwo Obrony Japonii podjęło decyzję zastąpienia ich innym wielozadaniowym samolotem F-35, gdyż Stany Zjednoczone odmówiły jej sprzedaży najnowocześniejszych F-22 Raptor ze względu na restrykcje eksportowe dotyczące tej maszyny. W czerwcu 2007 amerykański koncern lotniczy Lockheed Martin ogłosił wygraną w przetargu na wyposażenie w radary z syntetyczną aperturą kilku samolotów F-15 Eagle, co umożliwi wycofanie rozpoznawczych Phantomów RF-4EJ.

### Korea Południowa

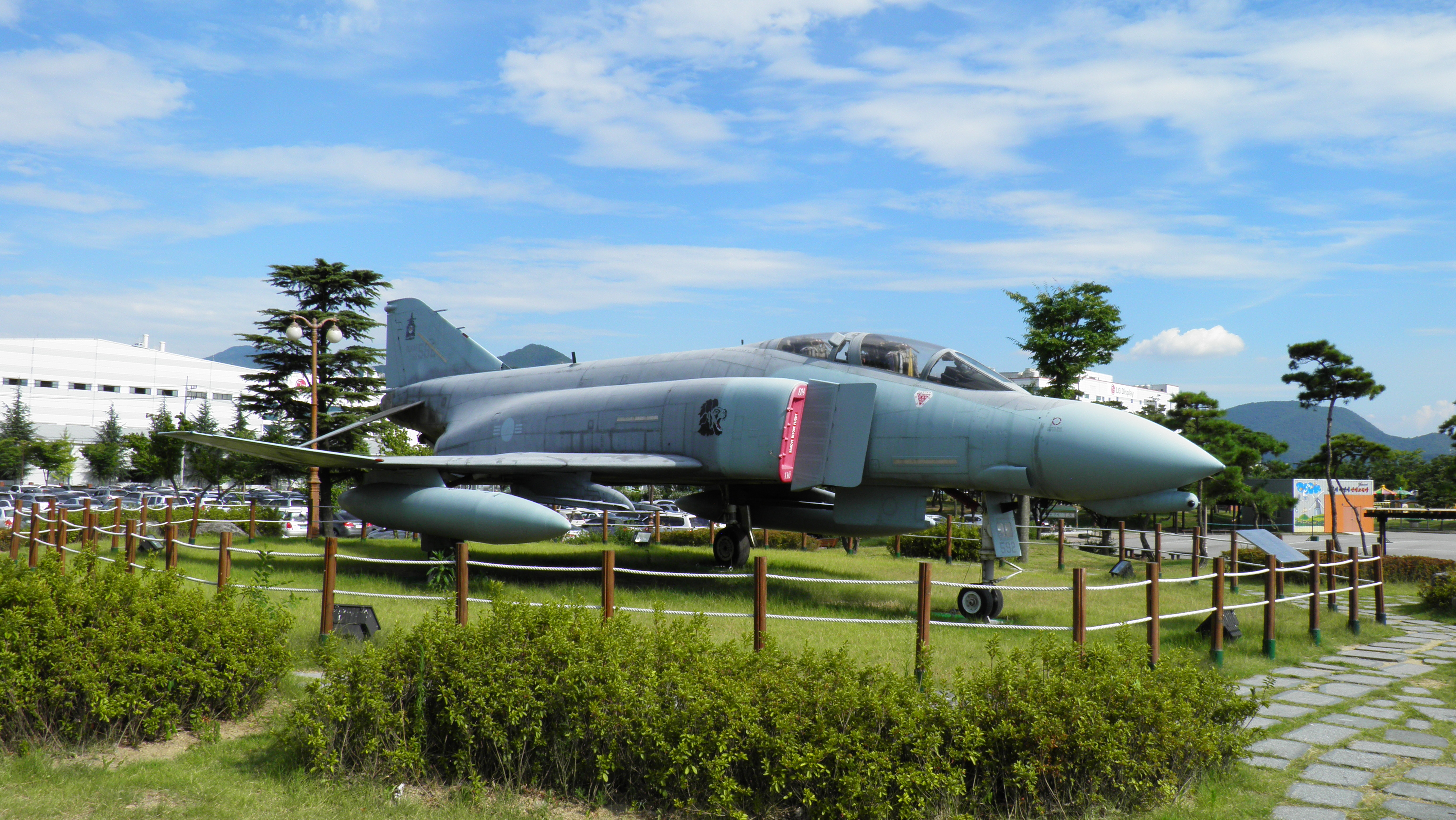
F-4D (Phantom) w barwach Sił Powietrznych Republiki Korei

Siły Powietrzne Republiki Korei zakupiły pierwszą partię wycofanych z USAF samolotów F-4D Phantom w 1968 roku w ramach programu Peace Spectator. Kolejne partie wycofywanych z uzbrojenia amerykańskich sił powietrznych maszyn dostarczano aż do 1988 roku. W ramach kolejnego programu dostaw Peace Pheasant II przekazano Korei także nowe i wycofane z USAF maszyny w wersji F-4E. W 1993 koreańskie siły powietrzne postanowiły zmodernizować 38 maszyn do standardu F-4E, ale ostatecznie zrezygnowano z kompleksowej modernizacji samolotów, dodając jedynie elektrooptyczny zasobnik naprowadzający Pave Tack i możliwość przenoszenia pocisków rakietowych AGM-142 Popeye/Have Nap.

### Turcja

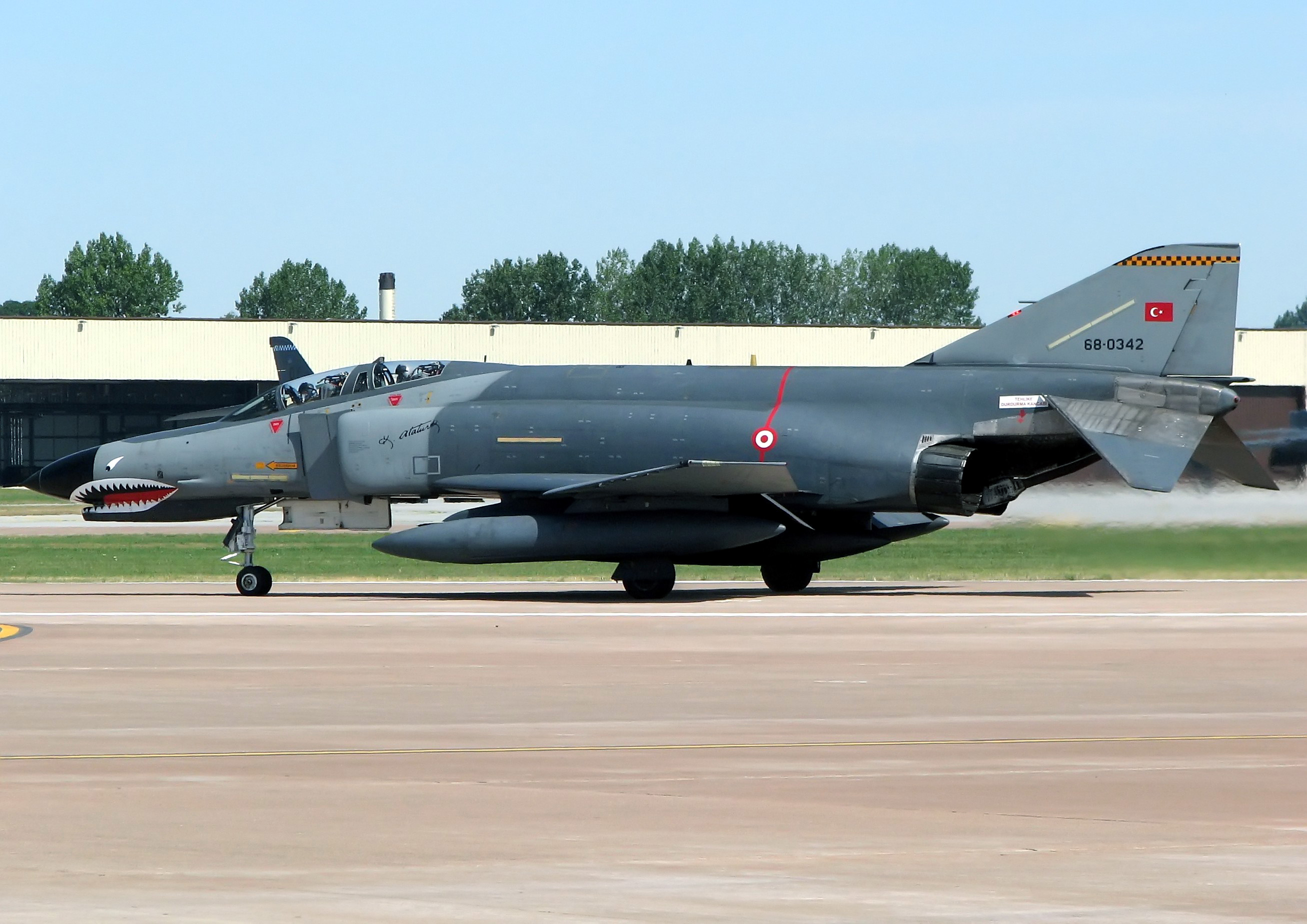
Turecki F-4E Phantom

Turk Hava Kuvvetlen dostały pierwsze wycofane z USAF Phantomy w 1974 roku w ramach programów Peace Diamond III i Peace Diamond IV. W 1995 wytwórnia Israel Aircraft Industries (IAI) zmodernizowała 54 tureckie samoloty F-4E w podobny sposób jak izraelskie Kurnass 2000. Nowe maszyny nazwane Terminator 2020 zostały zoptymalizowane do ataków na cele naziemne z wykorzystaniem pocisków AGM-142 Popeye/Have Nap i zasobników Litening. Dodano także możliwość przenoszenia pocisków AGM-65D/G Maverick, AGM-88 HARM, bomb GBU-8 HOBOS oraz innych naprowadzanych laserowo, a także bomb kasetowych. Pozostawiono również możliwość walki z celami powietrznymi przy pomocy pocisków AIM-7 Sparrow i AIM-9 Sidewinder. Ponadto umożliwiono podwieszenie zasobnika z desygnatorem laserowym Pave Track lub wyrzutni niekierowanych pocisków rakietowych różnych typów. Ze względu na nacisk, jaki położono przy modernizacji maszyny do standardu Terminator 2020 i jej głównym przeznaczeniem do ataków na cele naziemne, nie uwzględniono możliwości wykorzystania pocisków AIM-120 AMRAAM. Modernizacja objęła też instalację nowoczesnej stacji radiolokacyjnej ELTA EL/M-2032 z możliwością wykonywania zadań ratowniczo-poszukiwawczych SAR, która została zaadaptowana z prototypowego izraelskiego myśliwca IAI Lawi, którego program rozwojowy został przerwany na początku lat 90. Chociaż program Terminator 2020 opierał się głównie na izraelskim Kurnass 2000 to zastosowano w nim również wiele nowych rozwiązań, takich jak nowoczesne systemy HUD, HOTAS, urządzenia zakłócające stacje radiolokacyjne nieprzyjaciela oraz wiele innych, a także nowe silniki General Electric J79.

### Wielka Brytania

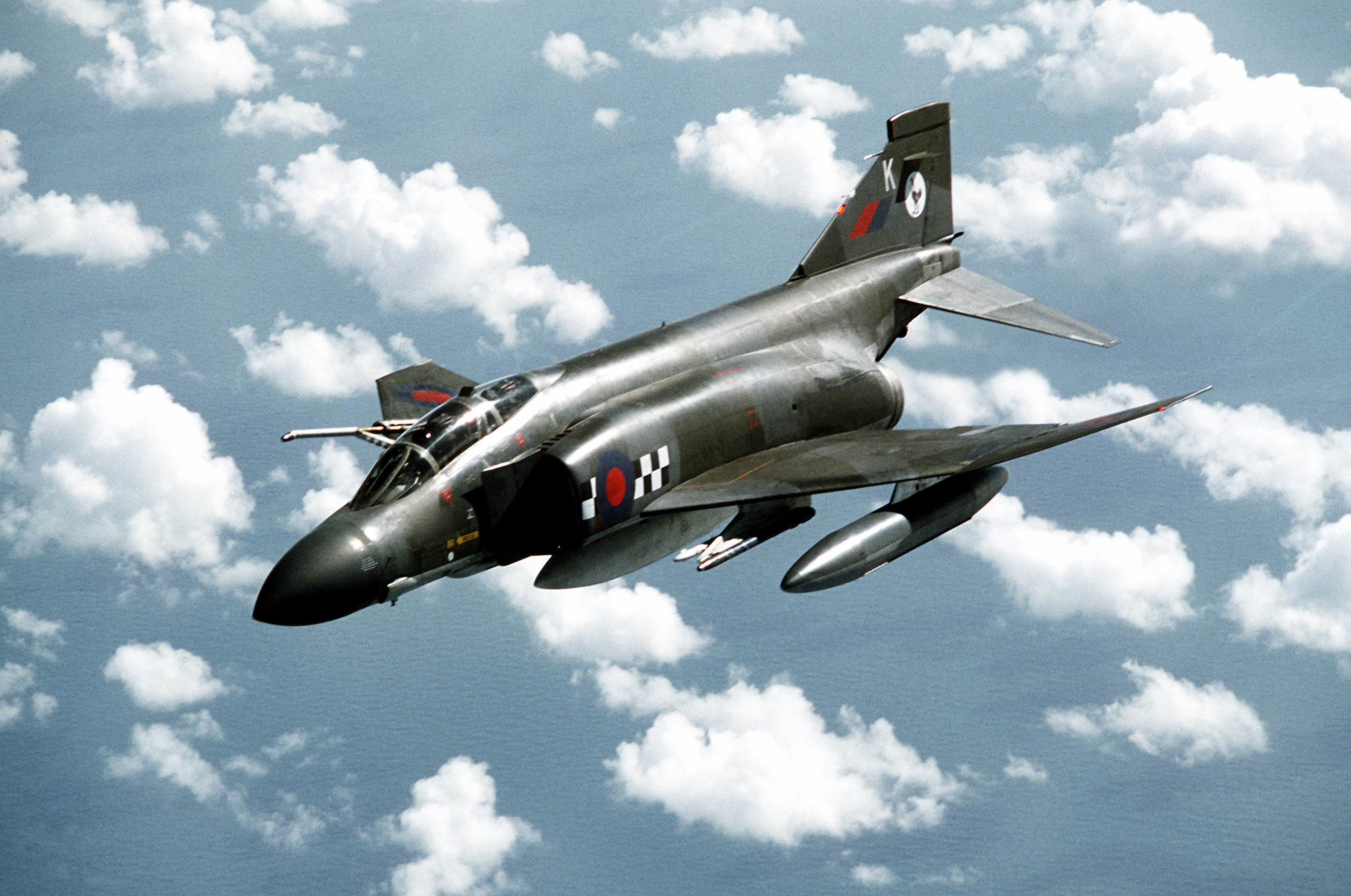
Należący do RAF Phantom FGR.2 (F-4M)

Wielka Brytania zakupiła samoloty F-4 Phantom dla Royal Air Force i Fleet Air Arm – lotnictwa brytyjskiej Royal Navy ze względu na przerwanie dwóch krajowych projektów nowoczesnych myśliwców BAC TSR-2 i Hawker Siddeley P.1154. Konstrukcja brytyjskich Phantomów była podobna jak maszyn przeznaczonych dla korpusu amerykańskiej marynarki wojennej F-4J, a oznaczono je symbolami F-4K i F-4M. Po wprowadzeniu do uzbrojenia samoloty zyskały nowe oznaczenia FG.1 i FGR.2, zastępując maszyny konstrukcji brytyjskiej Hawker Hunter i de Havilland Sea Vixen. Brytyjskie Phantomy wyposażono w silniki turbowentylatorowe produkcji krajowej Rolls-Royce Spey o ciągu 91,25 kN z dopalaniem, które znacznie poprawiły charakterystyki maszyny podczas startu, a wiele podsystemów elektroniki pokładowej zastąpiono analogicznymi urządzeniami produkowanymi na Wyspach Brytyjskich. Nowe jednostki napędowe wymagały większego przepływu powietrza, dlatego konieczne było powiększenie wlotów powietrza o 20%, co znacząco wpłynęło na ograniczenie prędkości maksymalnej maszyny i jej charakterystyk podczas lotu na dużych pułapach. Pomimo tego zasięg samolotów zwiększył się dzięki znacznie większej ekonomiczności silników Rolls-Royce’a. Należące do brytyjskiej marynarki wojennej Phantomy wyposażono w wydłużaną hydraulicznie o 120 cm goleń podwozia dziobowego, pozwalającą znacznie zwiększyć kąt natarcia maszyny podczas startu, co było zabiegiem koniecznym przy starcie ze znacznie mniejszych niż amerykańskie lotniskowców, takich jak HMS „Ark Royal”. Pierwsza zbudowana zgodnie z brytyjską specyfikacją maszyna YF-4K została oblatana 27 czerwca 1966 roku, a YF-4M – 17 lutego 1967.
Ostatecznie zamówienie na maszyny przeznaczone dla lotnictwa Royal Navy zostało ograniczone ze względu na redukcję liczby lotniskowców i rezygnację z budowy między innymi nowoczesnego CVA-01 „Queen Elizabeth”. W rezultacie większość ze 160 brytyjskich Phantomów trafiło do RAF-u, gdzie pełniły rolę samolotów szturmowych i myśliwców przechwytujących dalekiego zasięgu. Pod koniec lat 70. szturmowe wersje Phantomów zastąpiono samolotami SEPECAT Jaguar, a wszystkie będące na wyposażeniu Royal Navy samoloty przekazano siłom powietrznym. Po wojnie o Falklandy-Malwiny na wyposażenie RAF trafiło 15 wycofanych z US Navy Phantomów F-4J, oznaczonych nowym symbolem F-4J(UK), które uzupełniły stan eskadry myśliwskiej przeniesionej na Falklandy.
Myśliwskie wersje Phantomów wycofano ze służby w RAF w 1993 roku, zastępując je samolotami Panavia Tornado F3.

## Użytkownicy cywilni

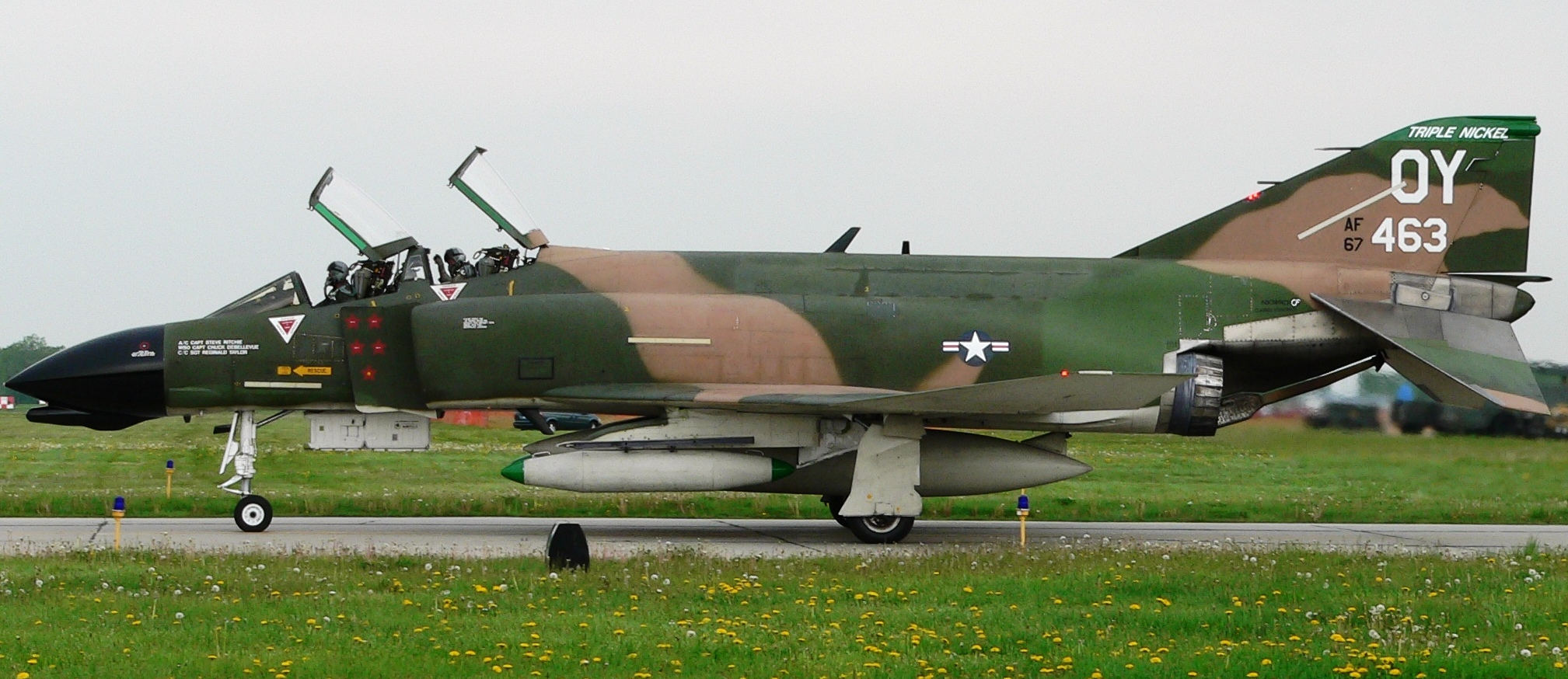
Należący do Fundacji Collingsa F-4D Phantom II pomalowany tak jak maszyna załogi Ritchie/DeBellevue z czasów wojny w Wietnamie

Fundacja Collingsa z Massachusetts posiada jeden samolot F-4D Phantom bazujący w Houston w stanie Teksas i będący częścią wystawy „żywej historii”. Środki finansowe na utrzymanie maszyny są pozyskiwane z darowizn od firm i osób prywatnych. Maszyna ta została odrestaurowana, a jej pierwszy lot odbył się w sierpniu 1999.
Amerykański instytut badawczy Sandia National Laboritories wykorzystał samolot F-4 Phantom w celu przetestowania skutków uderzenia odrzutowca w reaktor jądrowy, aby określić prawdopodobieństwo jego zniszczenia podczas ewentualnego ataku terrorystycznego na elektrownię jądrową.

## Nieoficjalne nazwy Phantomów

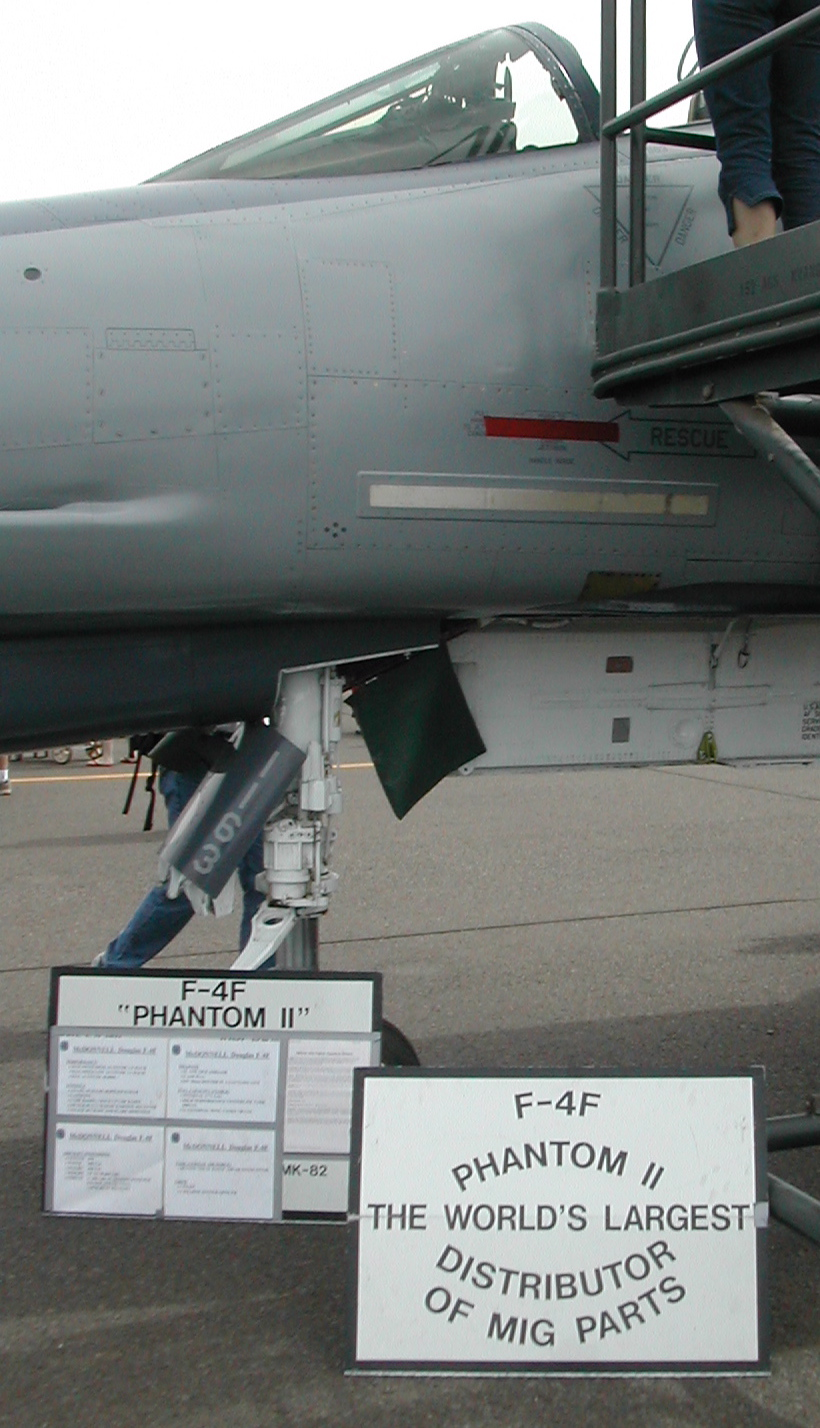

Podczas długoletniego okresu wykorzystywania Phantomów nadawano im różne nieoficjalne nazwy, np. Rhino (nosorożec) ze względu na długi, charakterystyczny dziób i mocną konstrukcję z wykorzystaniem tytanu. Inne nazwy to Double Ugly (podwójnie brzydki) lub Double Ugly Flying Fucker jako żart z jego dwuosobowej załogi. Ze względu na dużą liczbę zestrzeleń wrogich maszyn produkcji radzieckiego biura MiG nazywano go również „Wiodącym dystrybutorem części do MiG-ów” (World’s Leading Distributor of MiG Parts). Ocenia się, że w służbie Stanów Zjednoczonych Phantomy zestrzeliły 277 samolotów MiG, a dodatkowe 116 padły łupem maszyn izraelskich. Pozostałe określenia Phantomów to Flying Anvil (latające kowadło), Big Iron Sled (wielkie żelazne sanie) i Louisville Slugger (marka kija do baseballa amerykańskiej firmy Hillerich & Bradsby, wytwórcy sprzętu baseballowego). Ze względu na doskonałe własności lotne Phantoma, pomimo kanciastej sylwetki, nazywano go przekornie „tryumfem ciągu nad aerodynamiką” (ang. the triumph of thrust over aerodynamics). Załogi niemieckich Phantomów ochrzciły swe maszyny takimi nazwami jak Eisenschwein (żelazny wieprz), Fliegender Ziegelstein (latająca cegła), Luftverteidigungsdiesel lub Luftwaffediesel (diesel obrony powietrznej lub ropniak Luftwaffe od chmury czarnych spalin generowanych przez pierwsze silniki Phantomów), a także Ölofen (olejak).
Nawiązując do pisowni oficjalnej nazwy Phantom, wytwórnia McDonnell wyprodukowała serię naszywek na rękaw. Pilot Phantoma został określony jako Phantom Phlyer, drugi członek załogi Phantom Pherret (od ang. ferret – przeszukiwać), natomiast fanów myśliwca określono jako Phantom Phanatics (fanatycy Phantoma). Oni z kolei nazwali samolot Phabulous Phantom (fantastyczny Phantom). Pozostała obsługa naziemna to Phantom Phixers (dosłownie: monterzy Phantomów).

## Wersje i odmiany

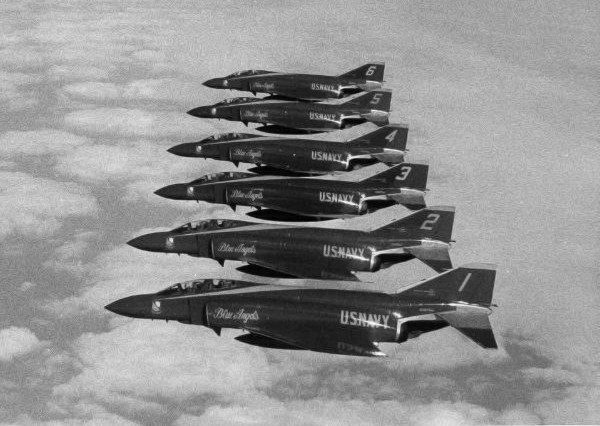
Formacja samolotów F-4J Phantom zespołu akrobacyjnego US Navy Blue Angels.

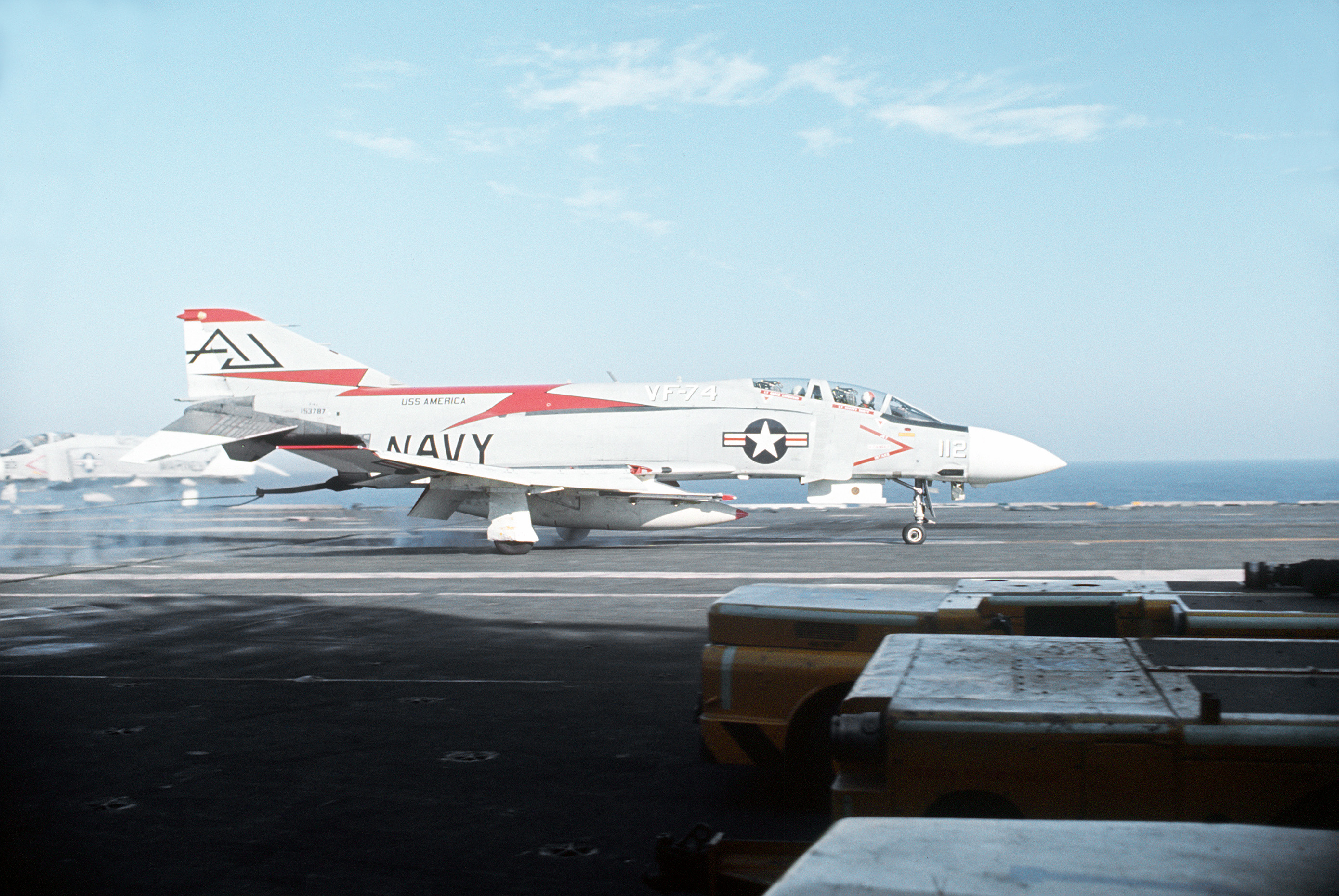
F-4J Phantom II z 74 Eskadry Myśliwskiej (VF-74) ląduje na pokładzie lotniskowca USS „America”.

- XF4H-1 – dwie maszyny prototypowe dla US Navy.
- F4H-1F (F-4A) – dwumiejscowy myśliwiec pokładowy US Navy, zdolny do działania w każdych warunkach, napędzany silnikami J79-GE-2 i -2A o ciągu 71,6 kN każdy z dopalaczem. W 1962 zmieniono oznaczenie maszyn na F-4A. Zbudowano 47 egzemplarzy.
- TF-4A – kilka maszyn wersji F-4A przebudowanych na dwumiejscowe samoloty szkolno-treningowe.
- F4H-1 (F-4B) – dwumiejscowy pokładowy samolot szturmowy dla US Navy i piechoty morskiej napędzane silnikami J79-GE-8A i -8B o ciągu 75,4 kN każdy z dopalaniem. W 1962 zmieniono oznaczenie na F-4B. Zbudowano 649 egzemplarzy.
- DF-4B – maszyny w wersji F-4B przebudowane na samoloty kontroli celów powietrznych.
- EF-4B – jeden F-4B przebudowany na samolot do treningu z systemem ECM(inne języki).
- NF-4B – maszyny w wersji F-4B przeznaczone do celów testowych.
- QF-4B – 7 maszyn wersji F-4B przebudowanych na bezzałogowe naddźwiękowe cele powietrzne.
- F4H-1P (RF-4B) – Phantom F-4B w wersji rozpoznania taktycznego dla piechoty morskiej, z wydłużonym o 1,4 m dziobem i mniejszą stacją radiolokacyjną AN/APQ-99(inne języki). W trzech komorach zainstalowano kamery do fotografii prostopadłej i pod kątem na niskich i wysokich pułapach. Ponadto maszyny te przenosiły zasobniki AN/APQ-102 z radarem bocznym SLAR, systemem obserwacji w podczerwieni AN/AAD-4 i systemami przeciwdziałania radioelektronicznego ECM ALQ-126. W przeciwieństwie do rozpoznawczych Phantomów RF-4C w tych maszynach kamery zamontowano na obrotnicach umożliwiających sterowanie nimi z kabiny. W 1975 roku samoloty zmodernizowano w ramach projektu SURE (ang. Sensor Update and Refurbishment Effort). Zbudowano 46 egzemplarzy, które wycofano w 1990.
- F-110A Spectre – tymczasowe oznaczenie sił powietrznych dla samolotu F-4C.
- F-4C – dwumiejscowy taktyczny myśliwiec z możliwością atakowania celów naziemnych dla amerykańskich sił powietrznych. Maszyna mogła przenosić szerokie spektrum uzbrojenia włącznie z pociskami rakietowymi AIM-4 Falcon, AGM-12 Bullpup oraz broń jądrową. Zastosowano instalację do tankowania w powietrzu sztywnym przewodem oraz zdwojone układy sterowania w obu kabinach. Zbudowano 583 egzemplarzy.
- EF-4C Wild Weasel IV – myśliwiec F-4C przebudowany do roli samolotów Wild Weasel i walki radioelektronicznej. Wyposażony w systemy do ostrzegania przed opromieniowaniem wiązką radarową oraz zakłócania wrogich stacji radiolokacyjnych. Miał możliwość przenoszenia pocisków przeciwradarowych AGM-45 Shrike i bomb kasetowych, ale bez możliwości odpalania pocisków AGM-78 Standard ARM. Wiele maszyn tego typu przywrócono do pierwotnej wersji F-4C.
- RF-4C – zdolny do działania w każdych warunkach pogodowych samolot rozpoznawczy dla USAF. Wyposażony podobnie jak wersja RF-4B, ale z większym spektrum wyboru kamer włącznie ze specjalną kamerą LOROP zdolną do fotografowania celów oddalonych o 160 km. Wiele samolotów tego typu wyposażono w specjalną, powiększoną część dziobową. Specjalną odmianą tej wersji miał być samolot RF-4C(H) (H od ang. hunter – myśliwy), którego zadaniem miało być śledzenie wojsk wietnamskich na szlaku Ho Chi Minha w ramach operacji Shed Light. Ostatecznie żaden z Phantomów nie został przebudowany do tej wersji. Chociaż maszyny wersji RF-4C zostały pozbawione uzbrojenia, to pozostawiono im możliwość przenoszenia broni jądrowej na centralnym podkadłubowym węźle podwieszeń. Zmodernizowane Phantomy RF-4C były intensywnie wykorzystywane podczas operacji Pustynna Burza. Łącznie zbudowano 505 maszyn tego typu.
- YRF-110A (YRF-4C) – dwie maszyny prototypowe wykorzystywane do opracowania wersji rozpoznawczej RF-4C.
- F-4D – samolot F-4C z unowocześnionym wyposażeniem awionicznym i nowym radarem AN/APQ-109. Został oblatany w czerwcu 1965 roku, a trzech latających na tej wersji pilotów USAF uzyskało podczas wojny w Wietnamie status asa myśliwskiego. Łącznie zbudowano 825 egzemplarze.
- EF-4D Wild Weasel IV – Phantomy F-4D przebudowane do zadań Wild Weasel. W przeciwieństwie do wcześniejszej wersji EF-4C posiadały możliwość przenoszenia większych pocisków przeciwradarowych AGM-78 Standard ARM. Przebudowano jedynie dwa egzemplarze.
- F-4E – wersja dla USAF wyposażona w zabudowane w kadłubie wielolufowe działko M61 Vulcan, radar AN/APQ-120, silniki J79-GE-17 o ciągu z dopalaniem 79,379 kN każdy. Późniejsze wersje wyposażono w ramach programu Agile Eagle w sloty na krawędziach natarcia, co znacznie poprawiło zwrotność maszyn, ale zmniejszyło prędkość maksymalną. Od wersji Block 53 maszyny te posiadały możliwość przenoszenia pocisków AGM-65 Maverick oraz generujące mniej dymu silniki J79-GE-17C lub -17E. Pierwszy lot Phantoma F-4E odbył się 7 sierpnia 1965, a łącznie zbudowano 1370 maszyn. Była to najliczniej budowana wersja Phantoma.
- F-4E(F) – proponowana jednomiejscowa uproszczona wersja samolotu F-4E dla Luftwaffe, która jednak nie została zrealizowana.
- F-4E Kurnass 2000 – zmodernizowany izraelski F-4E Phantom z radarem AN/APG-76 i możliwością przenoszenia pocisków AGM-142 Popeye.
- F-4E Peace Icarus 2000 – samoloty F-4E zmodernizowane dla greckich sił powietrznych poprzez zmianę radaru na AN/APG-65GY, dodanie możliwości przenoszenia pocisków AIM-120 AMRAAM oraz w system naprowadzający Litening.
- F-4E Terminator 2020 – tureckie F-4E zmodernizowane przez firmy izraelskie.
- QF-4E – zdalnie sterowany cel powietrzny.
- F-4EJ – dwumiejscowy, zdolny do działania w każdych warunkach myśliwiec Japońskich Powietrznych Sił Samoobrony, zbudowany na bazie F-4E Phantom i pozbawiony możliwości atakowania celów naziemnych. Budowany na licencji w Japonii przez Mitsubishi Heavy Industries. Łącznie powstało 140 egzemplarzy, z czego 138 w fabrykach Mitsubishi.
- F-4EJ Kai – zmodernizowana wersja F-4EJ z nowocześniejszą awioniką, nową stacją radiolokacyjną AN/APG-66J i możliwością atakowania celów naziemnych, oraz przenoszenia pierwszego japońskiego pocisku przeciwokrętowego ASM-1(inne języki).
- EF-4EJ – kilka samolotów zmodernizowanych do roli maszyn treningowych z systemami ECM.
- F-4E(S) – trzy izraelskie F-4E zmodernizowane do roli szybkich samolotów rozpoznawczych będące tańszą alternatywą dla opracowywanych maszyn F-4X. Wyposażenie maszyn tej wersji stanowiły zainstalowana w części dziobowej kamera LOROP o ogniskowej 168 cm oraz kamera do fotografii pionowej. Dalszy los tych samolotów ani przebieg ich służby nie jest znany.
- RF-4E – nieuzbrojona wersja rozpoznawcza przeznaczona na eksport. Odbiorcy w większości zmodernizowali te maszyny przywracając im możliwość przenoszenia uzbrojenia. Kilka należących do Luftwaffe maszyn przystosowano do pełnienia misji ELINT(inne języki) w ramach programu Peace Trout. Zbudowano 149 egzemplarzy.
- RF-4EJ – dwumiejscowa maszyna rozpoznawcza przeznaczona dla lotnictwa Japonii. Powstało 14 egzemplarzy.
- RF-4EJ Kai – unowocześniona wersja RF-4EJ ze zmodyfikowaną awioniką i radarem AN/APG-66J.
- YF-4E – jedna z maszyn prototypowych YRF-4C przebudowana do wersji YF-4E i wykorzystywana do rozwoju myśliwca F-4E, oraz w ramach programów fly-by-wire Precision Aircraft Control Technology (PACT) i Control Configured Vehicle (CCV).
- F-4F – należące do Luftwaffe samoloty wersji F-4E, które uproszczono i pozbawiono możliwości przenoszenia pocisków AIM-7 Sparrow. Zbudowano 175 egzemplarzy.
- F-4F ICE – zmodyfikowany F-4F ze stacją radiolokacyjną AN/APG-65 i pociskami AIM-120 AMRAAM.
- TF-4F – niemiecka wersja szkolna ze zdwojonymi urządzeniami sterowniczymi.
- F-4G – 12 należących do US Navy maszyn F-4B wyposażonych w cyfrową magistralę do przesyłu danych AN/ASW-21 umożliwiającą automatyczne lądowanie na lotniskowcu. Jeden z samolotów tej wersji został zestrzelony, a pozostałych 11 przywrócono do oryginalnej konfiguracji F-4B.
- F-4G Wild Weasel V – Phantomy wersji F-4E przebudowane dla USAF do zadań tłumienia obrony powietrznej wroga (SEAD). Wyposażone w stację radiolokacyjną AN/APQ-120 oraz możliwość przenoszenia pocisków przeciwradarowych AGM-45 Shrike, AGM-78 Standard ARM i AGM-88 HARM. Szeroko wykorzystywane podczas działań w Zatoce Perskiej, operacji Provide Comfort (ochrony Kurdów zamieszkujących północne rejony Iraku) oraz operacji Southern Watch (nadzoru respektowania zakazu przekraczania 33 równoleżnika). Przebudowano 116 egzemplarzy.
- QF-4G – zdalnie sterowany cel powietrzny
- F-4H – oznaczenie nieużywane, aby uniknąć pomyłek z pierwszym (przed 1962 rokiem) oznaczeniem Phantoma F4H.
- F-4J – unowocześniona wersja myśliwca F-4B dla amerykańskiej marynarki wojennej i korpusu piechoty morskiej. Główny nacisk położono na poprawienie własności maszyn podczas walk powietrznych poprzez zastosowanie nowych silników J79-GE-10 o ciągu z dopalaniem 79,374 kN każdy, stacji radiolokacyjnej AN/APG-59 z możliwością obserwowania przestrzeni także pod samolotem, większych kół podwozia głównego, slotów na statecznikach poziomych, lotek opuszczanych pod kątem 16,5° po wysunięciu podwozia, co znacznie obniżało prędkość lądowania, foteli wyrzucanych klasy zero-zero, oraz z rozszerzonymi możliwościami ataku na cele naziemne. Zbudowano 522 egzemplarze.
- F-4J(UK) – oznaczenie 15 bardzo krótko wykorzystywanych przez US Navy samolotów F-4J zakupionych przez Royal Air Force w 1984. Maszyny te zostały zmodernizowane do standardu F-4S przy wykorzystaniu brytyjskiej awioniki. Do 1991 znajdowały się na wyposażeniu 74 eskadry RAF zastępując brytyjskie Phantomy wysłane na Falklandy.
- DF-4J – jedna maszyna przebudowana dla potrzeb sterowania celami powietrznymi.
- EF-4J – dwa Phantomy F-4J przebudowane na maszyny do ćwiczeń z ECM.
- YF-4J – do tej wersji przebudowano trzy samoloty F-4B, które następnie zostały użyte jako platforma testowa do opracowania nowszej odmiany F-4J.
- F-4K – samoloty wersji F-4J przeznaczone dla lotnictwa marynarki brytyjskiej Fleet Air Arm, których celem było zastąpienie przestarzałych De Havilland Sea Vixen[29]. Pod oznaczeniem brytyjskim Phantom FG.1 pełniły rolę samolotów myśliwsko-szturmowych. Dla potrzeb Royal Navy maszyny te wyposażono w składany dziób i wydłużoną goleń podwozia dziobowego. Zastosowano też mocniejsze brytyjskie silniki turbowentylatorowe Rolls-Royce Spey 202, które wymagały powiększenia kadłuba, ale pozwalały dzięki większemu ciągowi na start z mniejszych niż amerykańskie lotniskowców brytyjskich. Z pokładów okrętów Royal Navy operowały wspólnie z Blackburn Buccaneer. Dostawy rozpoczęto w 1968 roku, ale ze względu na rezygnację z budowy planowanych lotniskowców zmniejszono zamówienie na Phantomy, przekazując 20 maszyn ostatniej partii RAF-owi jeszcze przed wprowadzeniem do służby w Royal Navy. Pozostałe maszyny przekazano do RAF-u w 1978. Łącznie zbudowano 50 maszyn.
- YF-4K – dwie maszyny prototypowe, wykorzystane do opracowania wersji F-4K.
- F-4L – oznaczenie kilku proponowanych znacznie nowocześniejszych wersji, między innymi samolotu Model 98FOA z silnikami Rolls-Royce Spey i uzbrojonych w pociski rakietowe AIM-54 Phoenix.
- F-4M – taktyczny samolot myśliwski, szturmowy i rozpoznawczy opracowany dla RAF na bazie F-4K. W brytyjskich siłach powietrznych oznaczony jako Phantom FGR.2, został zamówiony po rezygnacji z programu budowy samolotu Hawker Siddeley P.1154. Napęd maszyny stanowiły silniki Rolls-Royce Spey. Zbudowano 116 egzemplarzy. Phantomy zastąpiły bombowce English Electric Canberra i myśliwce Hawker Hunter, same z kolei zostały zastąpione pod koniec lat 70. przez myśliwsko-szturmowe SEPECAT Jaguar.
- YF-4M – dwie maszyny prototypowe, wykorzystane do opracowania wersji F-4M.
- F-4N – zmodernizowane w ramach projektu Bee Line samoloty wersji F-4B. Wprowadzono takie same zmiany jak w F-4J oraz silniki o niższej emisji dymu. Oblatany 4 czerwca 1972. Łącznie zbudowano 228 egzemplarzy.
- QF-4N – maszyny F-4N przebudowane na naddźwiękowe zdalnie sterowane cele powietrzne.
- F-4S – zmodernizowane Phantomy F-4J, wyposażone w silniki o niższej emisji dymu, wzmocnioną konstrukcję płatowca i poprawiające zwrotność sloty na krawędziach natarcia. Przebudowano 302 maszyny.
- QF-4S – samoloty F-4S przebudowane na naddźwiękowe cele powietrzne.